# Laaglandse Molen
De Laaglandse Molen of Achterste Molen, oude naam: Het IJzeren veulen, is een in 1864 gebouwde wipmolen ter vervanging van de afgebrande, in 1627 gebouwde molen en staat aan de Zeek 40 in Hellouw. Het is de derde molen op deze plaats. De eerste molen werd door kruiend ijs in 1572 verwoest. De naam IJzeren veulen berust op een misverstand, omdat een ijzeren veulen een ijzeren paal of grenspaal is. Het ijzeren veulen gaf de plaats aan waar de kade bij een watersnood mocht worden doorgestoken, waardoor het Asperense blokland onder water kwam te staan. Deze afspraak kwam op 31 maart 1551 tot stand.
In 1994 zijn de voor- en achterwaterloop uitgegraven en hersteld en is er een maalcircuit aangelegd. Daarna kon de molen na vijftig jaar stilstand weer voor het eerst malen. In de buurt van deze molen staat de Hooglandse Molen of Voorste Molen.
Het oudhollandse gevlucht heeft twee verschillende roeden. De binnenroe is een geklonken potroede uit 1899 met nummer 1816 en de buitenroede uit 1992 was een gelaste van de firma Buurma. De buitenroe is in 2013 vervangen door een verzinkte deelbare roe van de firma Vaags en heeft nummer 301. Op de buitenroe zitten uitneembare stormborden. Bij de binnenroe is de voorzoom zeer smal en het hekwerk extra breed. De rode zeilen zijn van Copes 64, dat bestaat voor 50% uit katoen en voor 50% uit polyester en behandeld is met een coating. De molen wordt gekruid met een kruilier.
De in 1864 gegoten gietijzeren bovenas is van de fabrikant L.I. Enthoven & Co. te 's Hage, is 5,70 meter lang en heeft het nummer 382.
Het gesloten, ijzeren scheprad zit buiten de molen, heeft een diameter van ongeveer 6,40 m en een breedte van ongeveer 45 cm. Omdat in circuit gemalen wordt is de wachtdeur niet meer aanwezig.
De molen heeft geen wervel op het spilkalf en kan alleen uit het werk gezet worden door de tap van de koningsspil uit het lager in de ijzerbalk te halen. De staart van de molen is van ijzer, zit in het kalf van de middenzomer en hangt aan de achterzomer. De kokerplanken zijn in de kokerstijlen vastgezet met hakkelbouten. De oude kammen in het onderwiel zijn van essenhout en de nieuwe van afzelia. De velg is van eikenhout en niet van iepenhout, omdat het wiel door de lage ligging van de molen in het water kan komen te staan, waar iepenhout niet tegen kan. Daarom is de ondertoren ook niet gedekt met riet. Doordat er een slag in het onderwiel zit zijn niet alle kammen even lang. Het onderwiel heeft een diameter van 6,25 meter en is daarmee het een na grootste van Nederland. Er zitten kruisarmen en spouwarmen in. In plaats van de draagbalk zit er een draagmuur en ligt onder de schaarstijlen een plaatje zink tegen optrekkend vocht.
Op de borstnaald staan de initialen van polderbestuurders van de Hellouwse polder.
De vang is een Vlaamse blokvang met evenaar en is voorzien van een kneppel. De vangbalk hangt in de ezel op een speciale manier (zie fotogalerij).
De overbrenging van bovenas naar wateras is 1,47 : 1.

## Restauratie
Op 3 oktober 2014 is een omvangrijke restauratie officieel gestart. Op deze dag zijn de roeden gestreken en is het bovenhuis van de ondertoren getakeld. Het bovenhuis werd uit elkaar gehaald en de balken werden polymeerchemisch gerestaureerd. Een muurplaat is aan de achterzijde van de ondertoren geheel vervangen en een hoekstijl is aangescherft evenals de muurplaat. De in 2014 gestoken deelbare roede werd in 2017 vervangen door een roede uit een geheel.
Er is in de molen een generator geplaatst voor het opwekken van windenergie.
Het verzakte bakhuis is opgeknapt. De molen is niet meer bewoond, maar is ingericht als museum. Bij de molen zal daarom een woning voor de toezichthouder gebouwd worden.

## Eigenaren
- ... - 1953: Polder Hellouw
- 1953 - 1974: Polderdistrict Tielerwaard
- 1974 - heden: Molenstichting Gelders Rivierengebied

## Fotogalerij

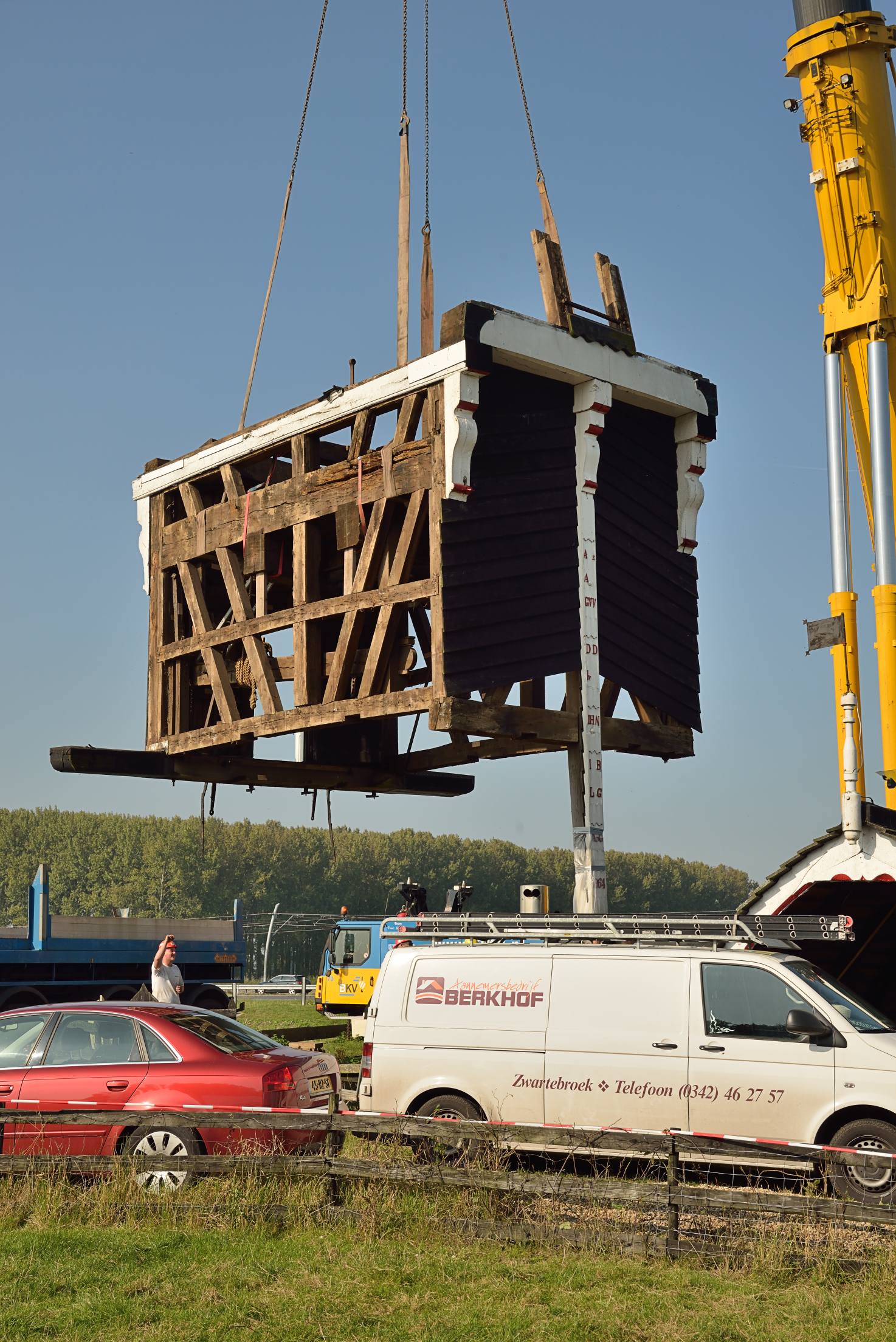
Start restauratie
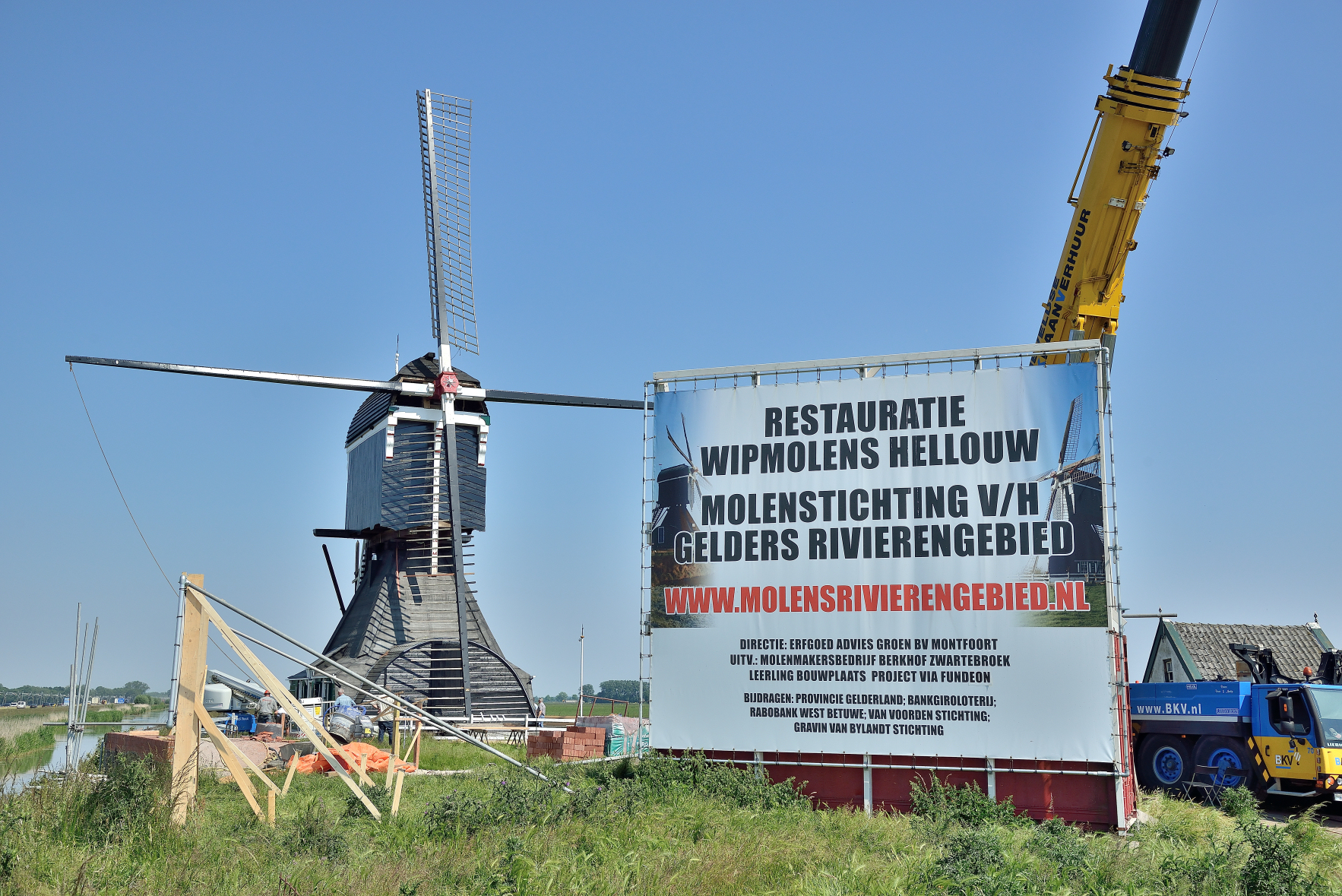
Restauratie 11 juni 2015
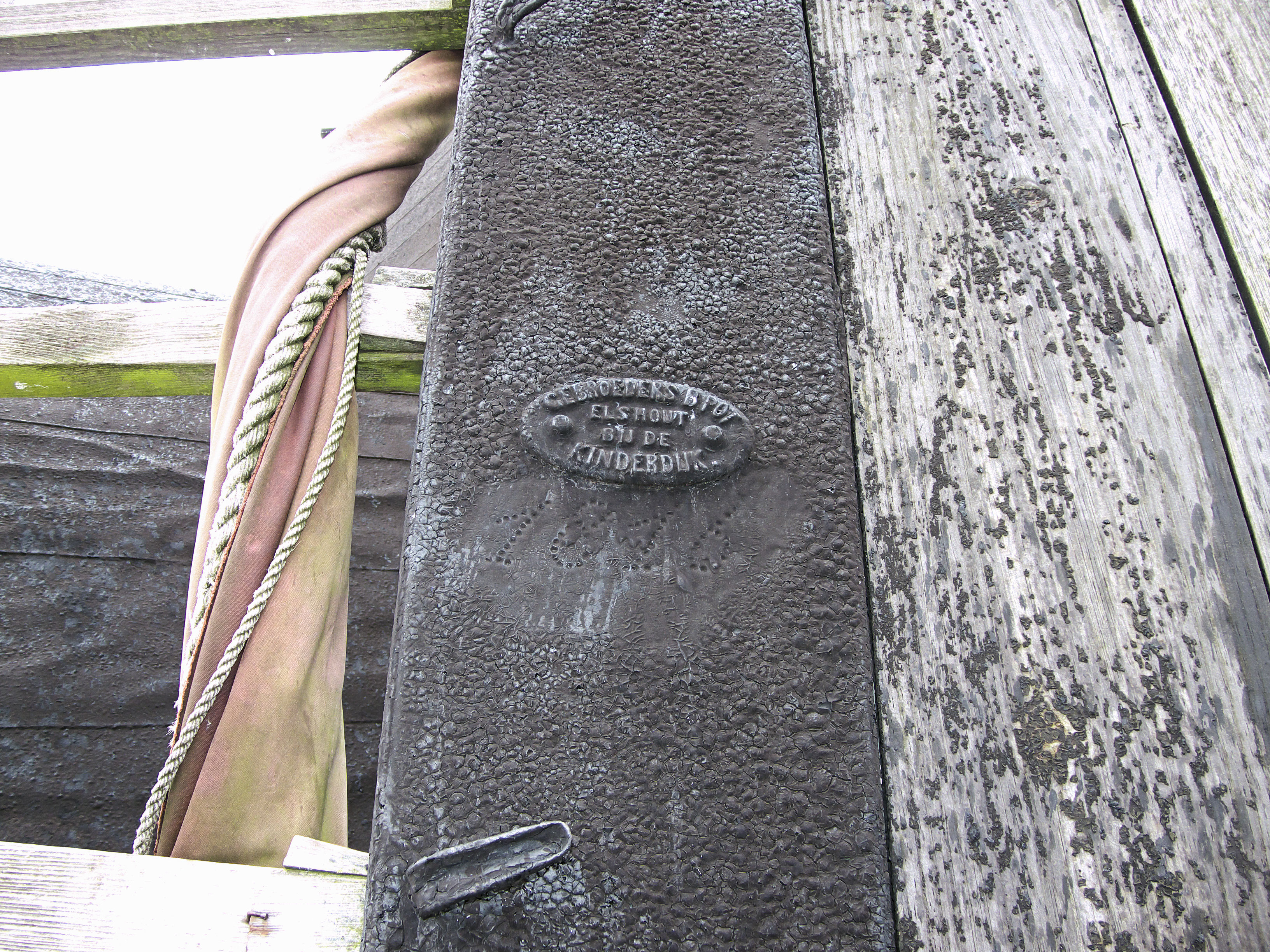
Potroe
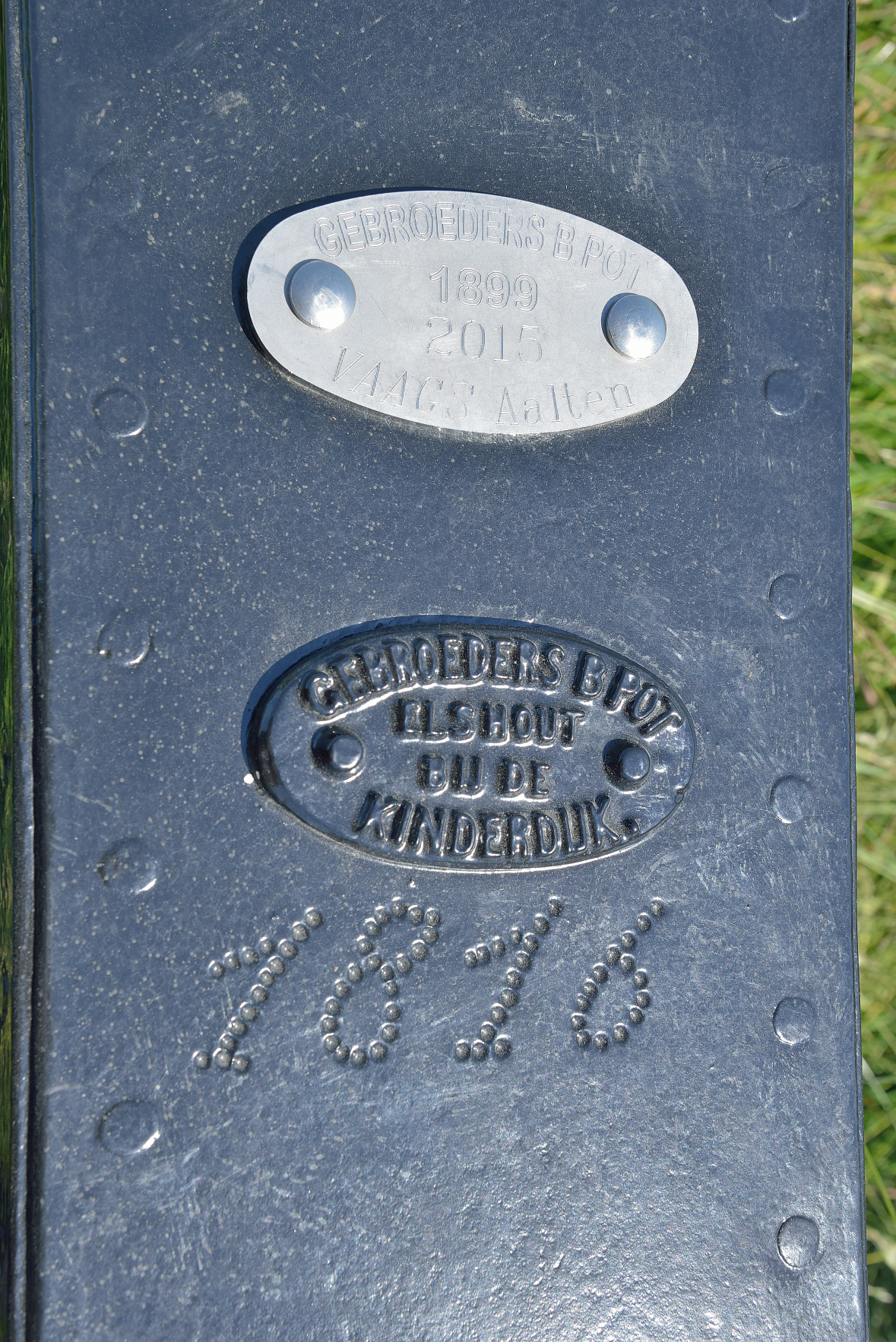
Roeplaatjes gerestaureerde potroe
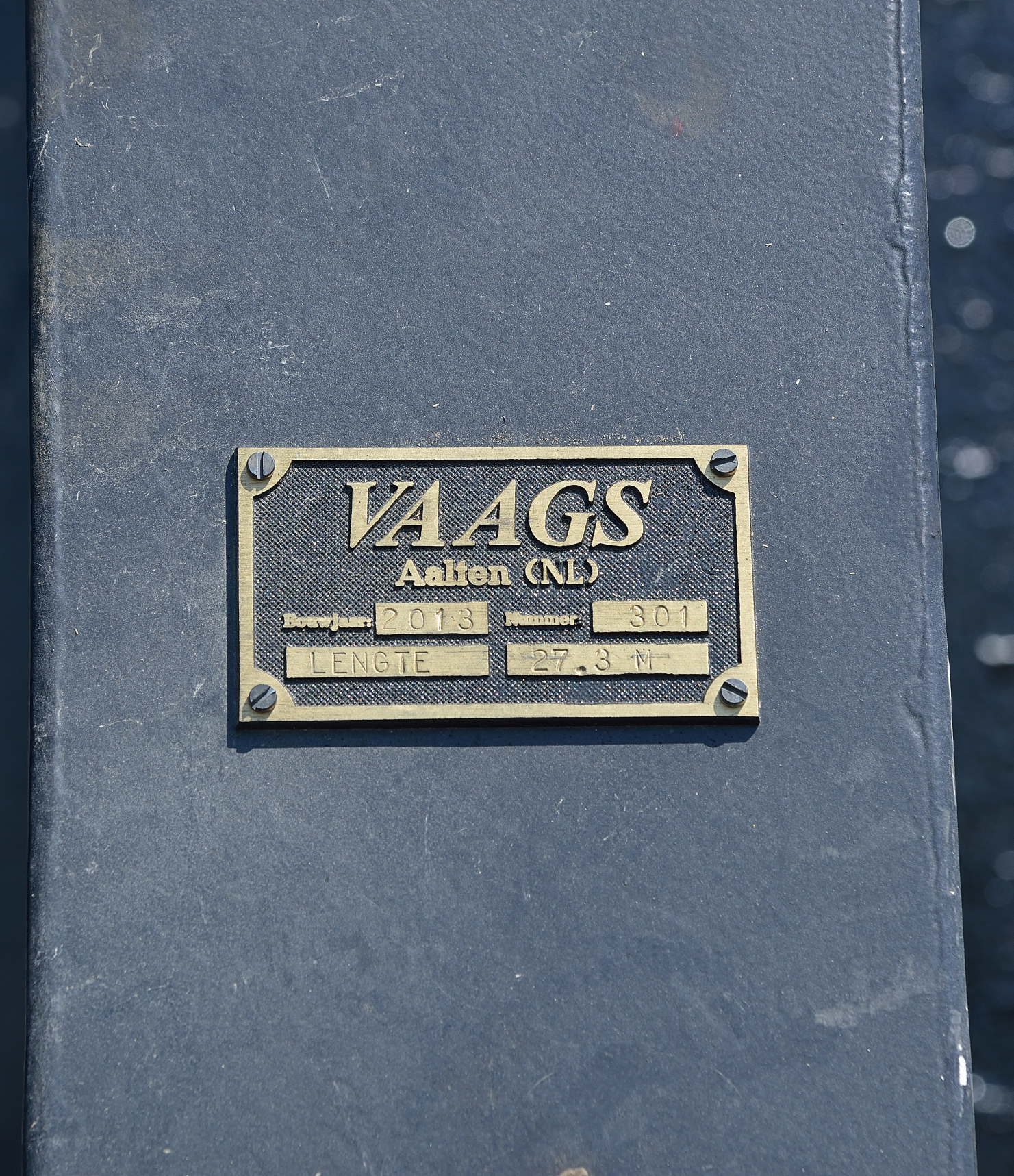
Roeplaatje gelaste, deelbare roe uit 2013
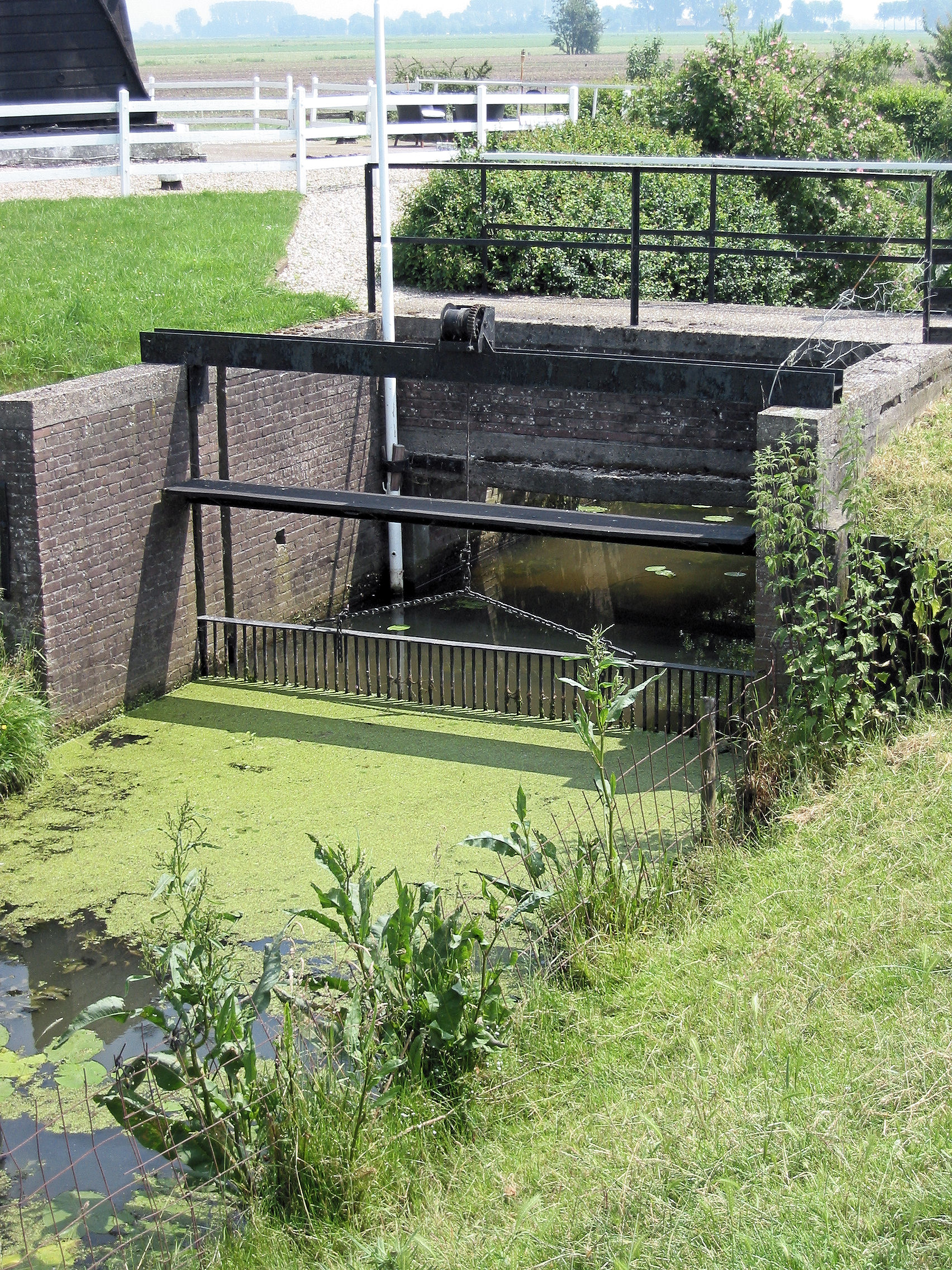
Krooshek
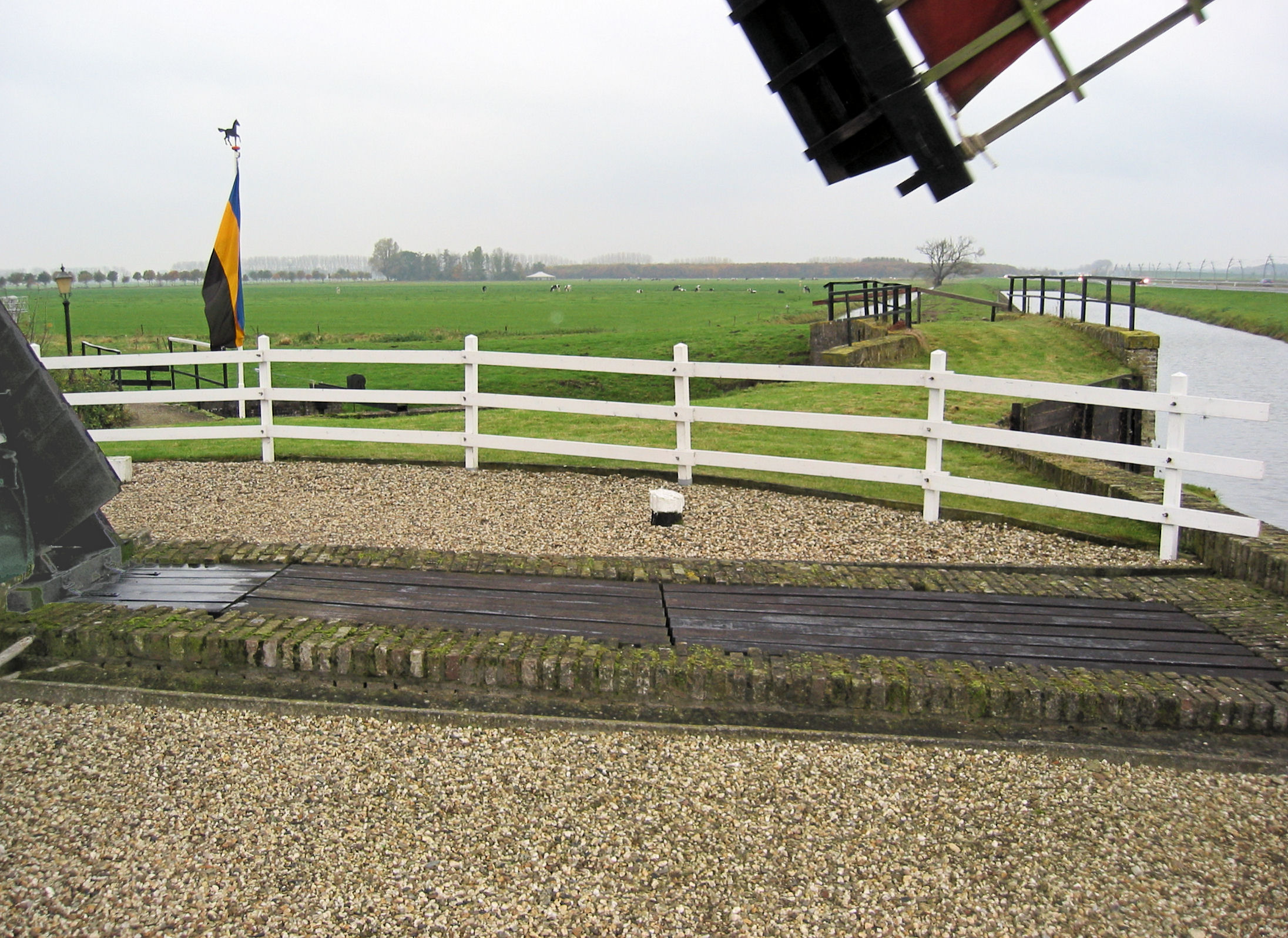
Voorwaterloop
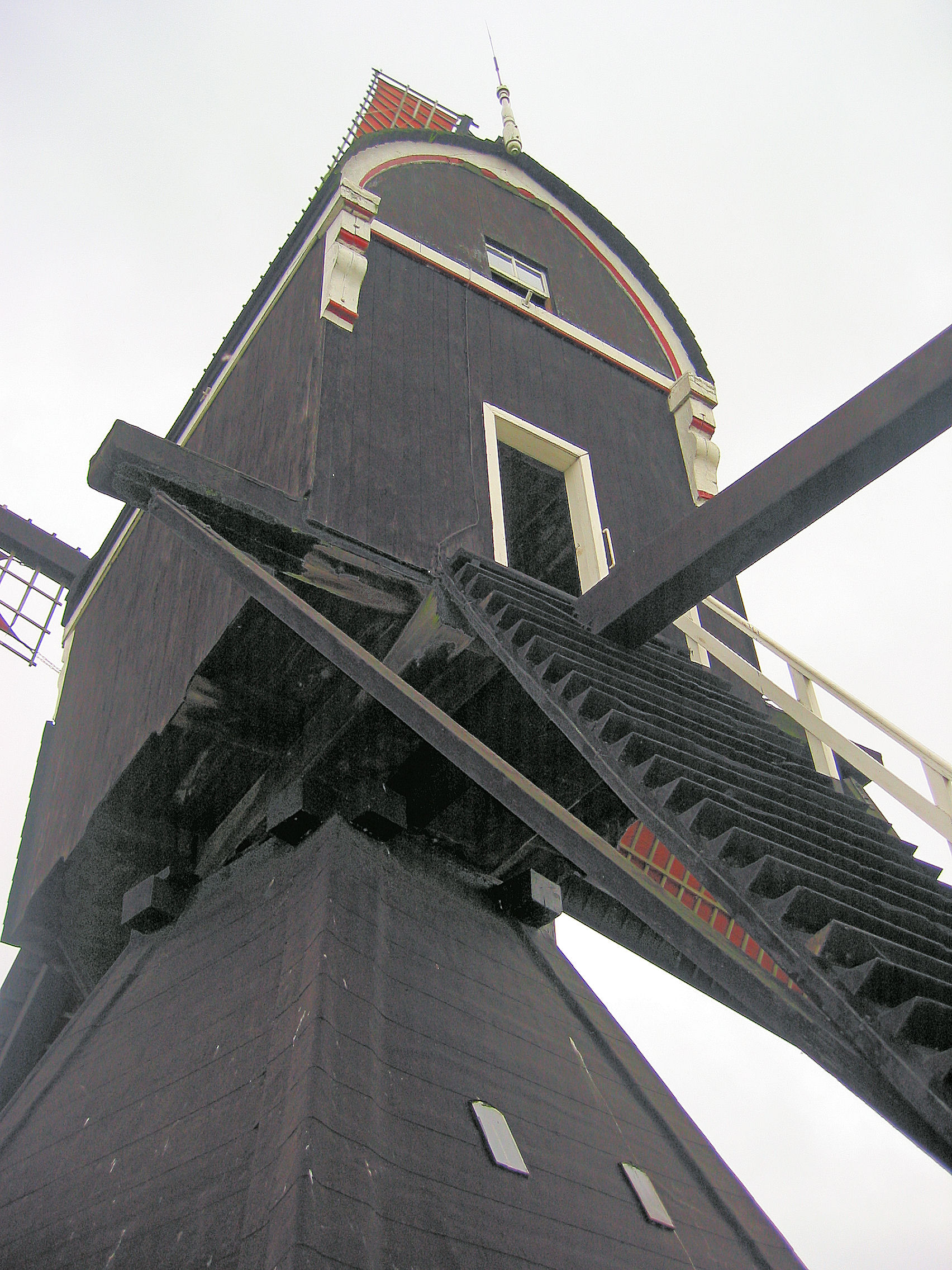
Bovenhuis met trap
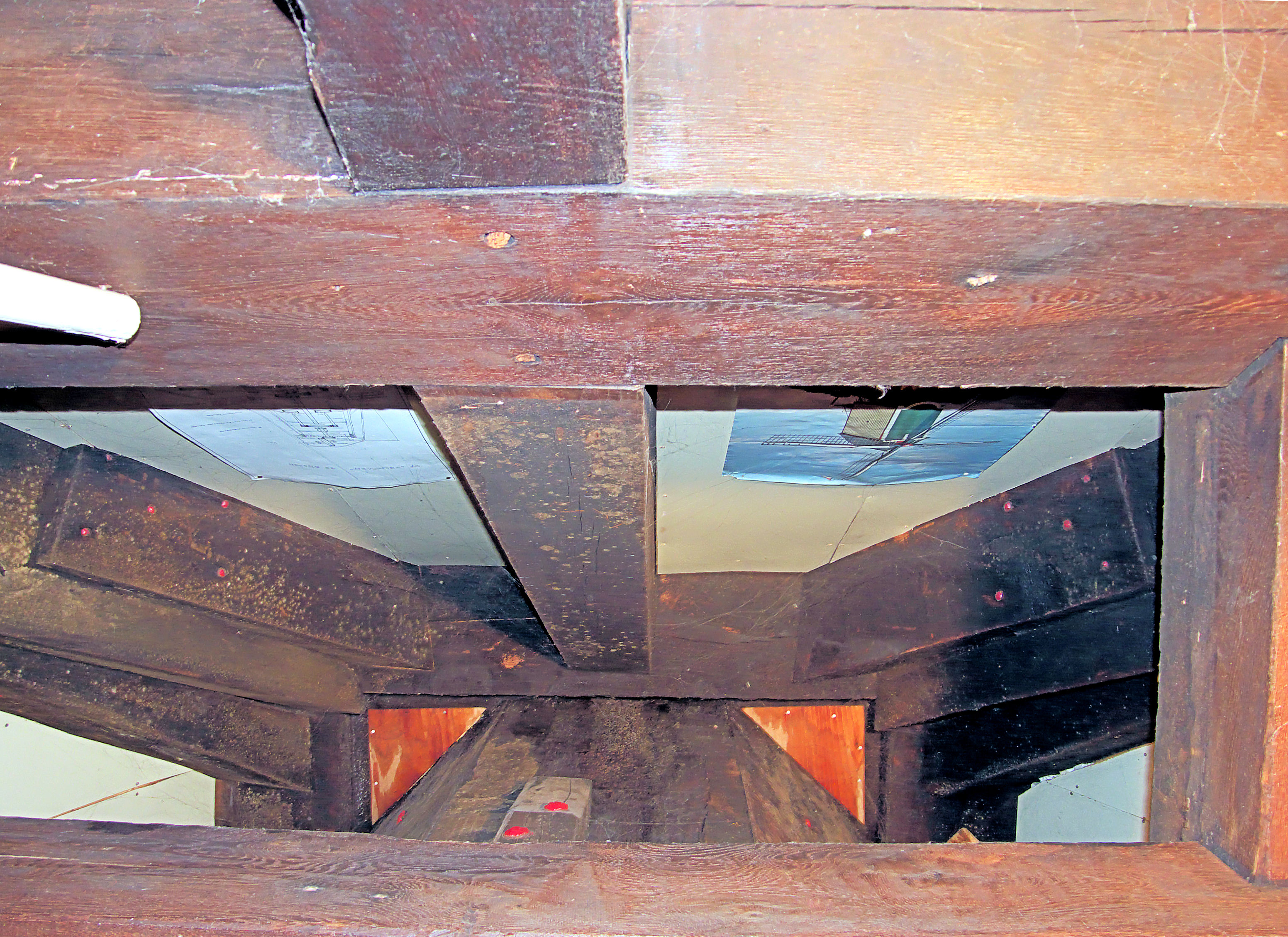
Boventafelement in ondertoren
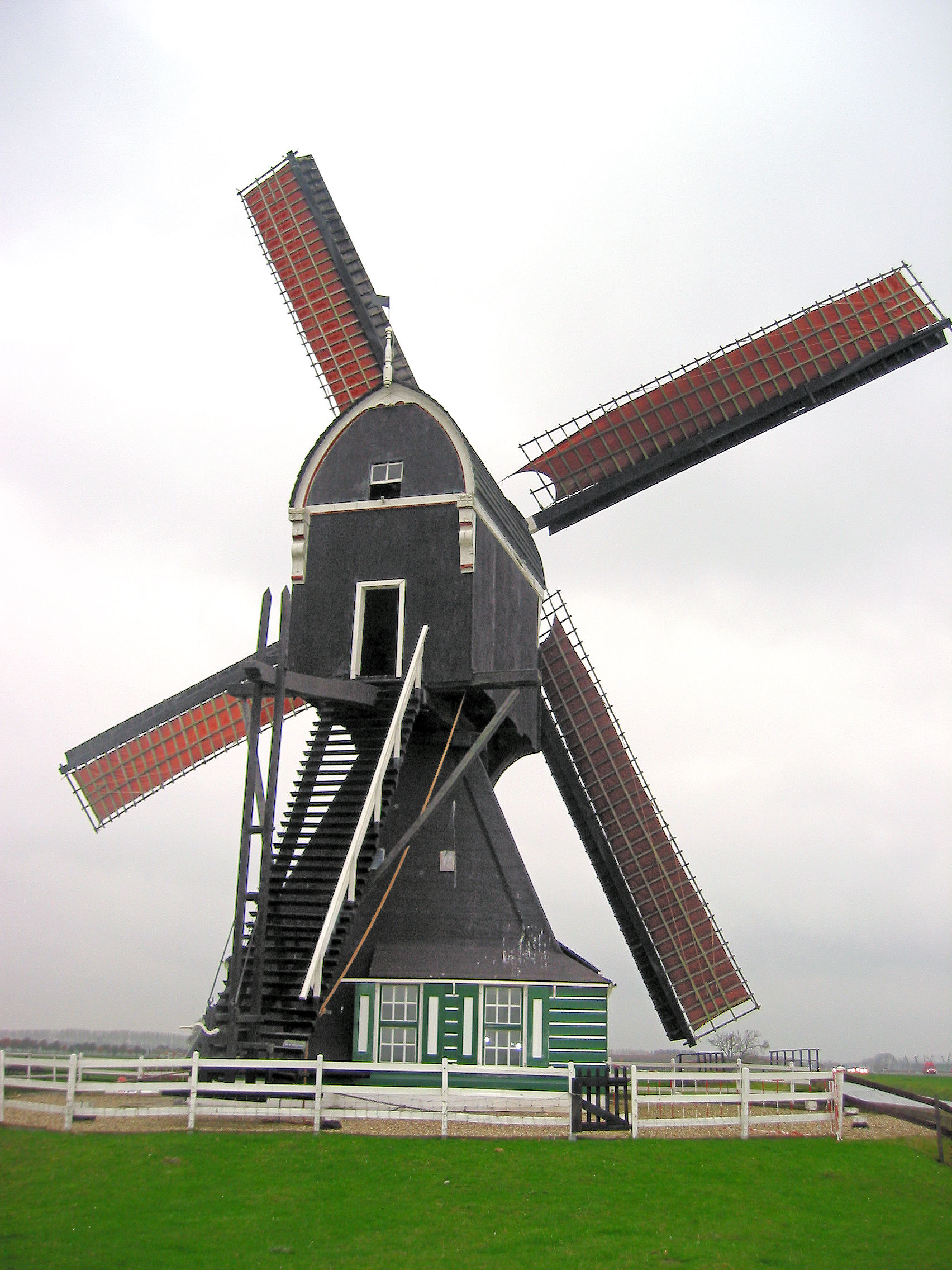
Trapbint
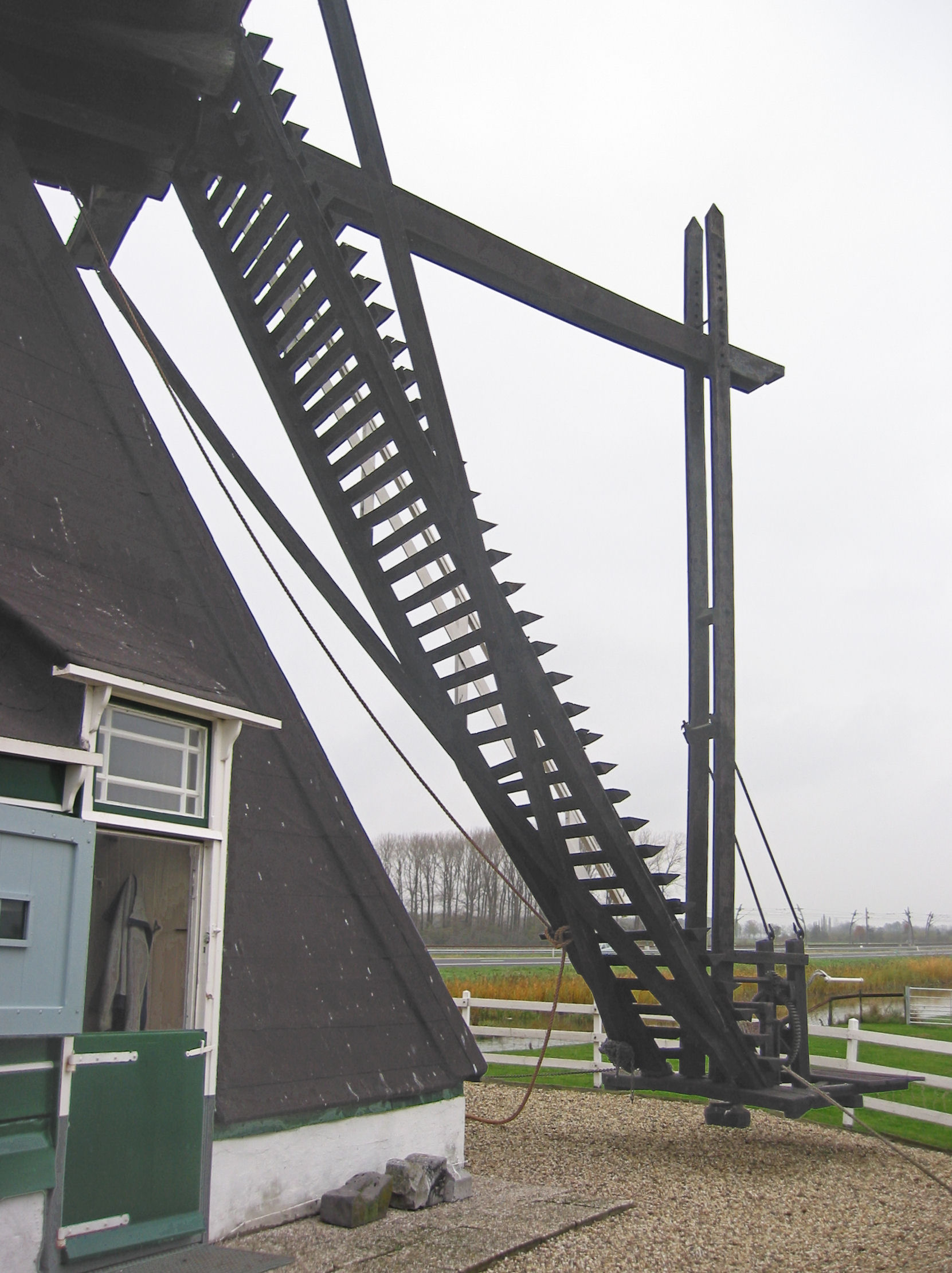
Trap
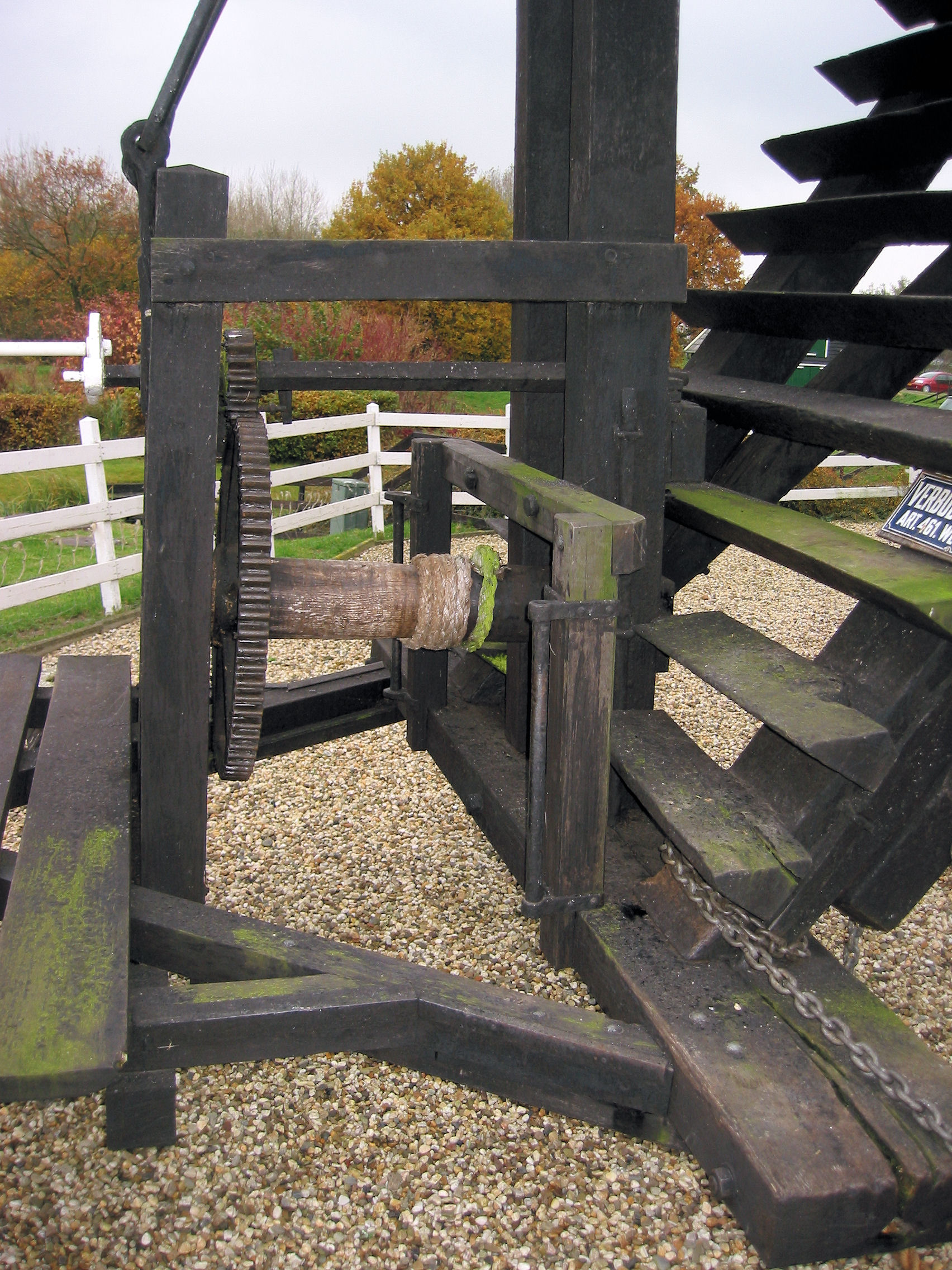
Kruilier
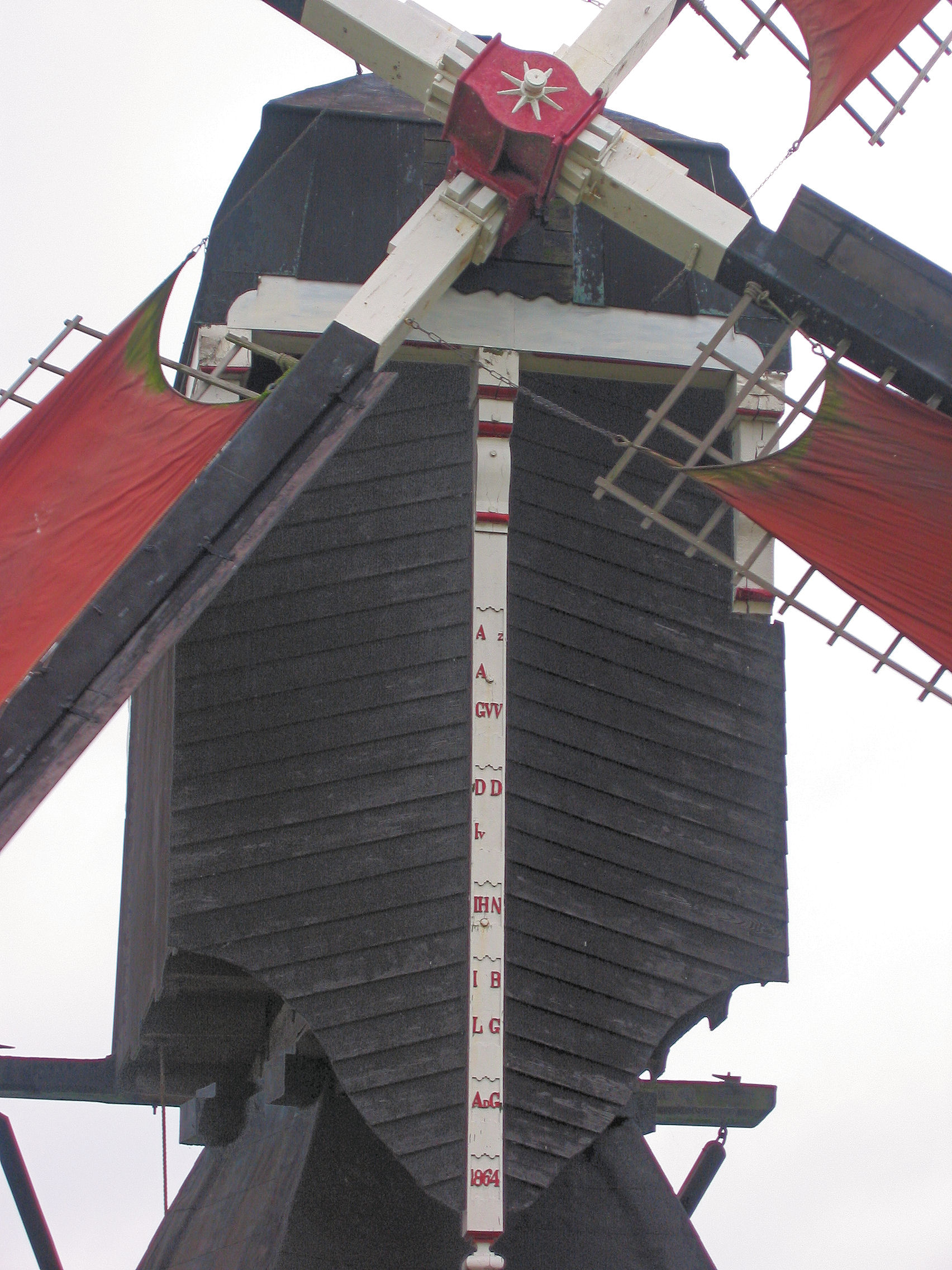
Borstnaald
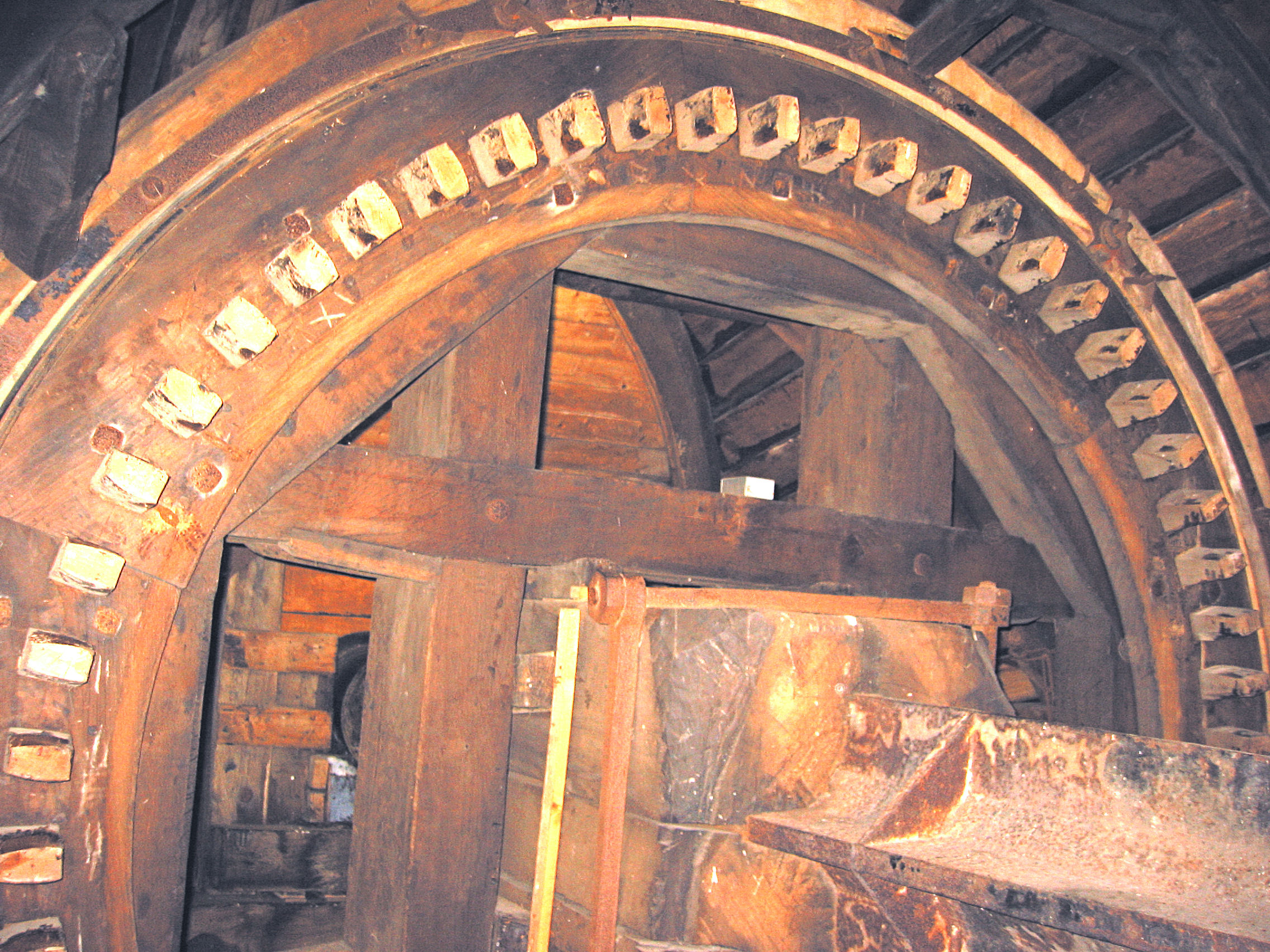
Bovenwiel
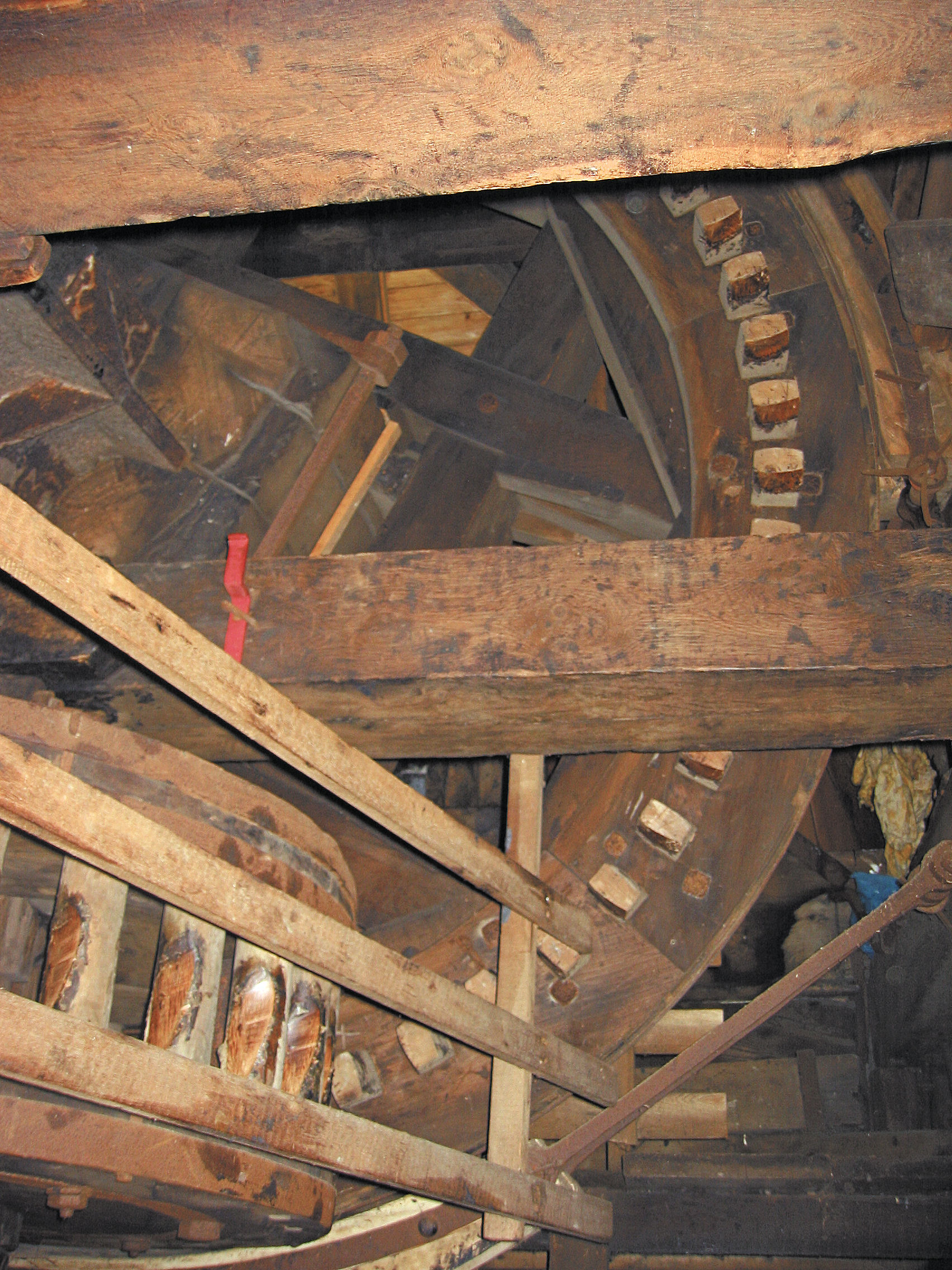
Bovenwiel met bovenrondsel
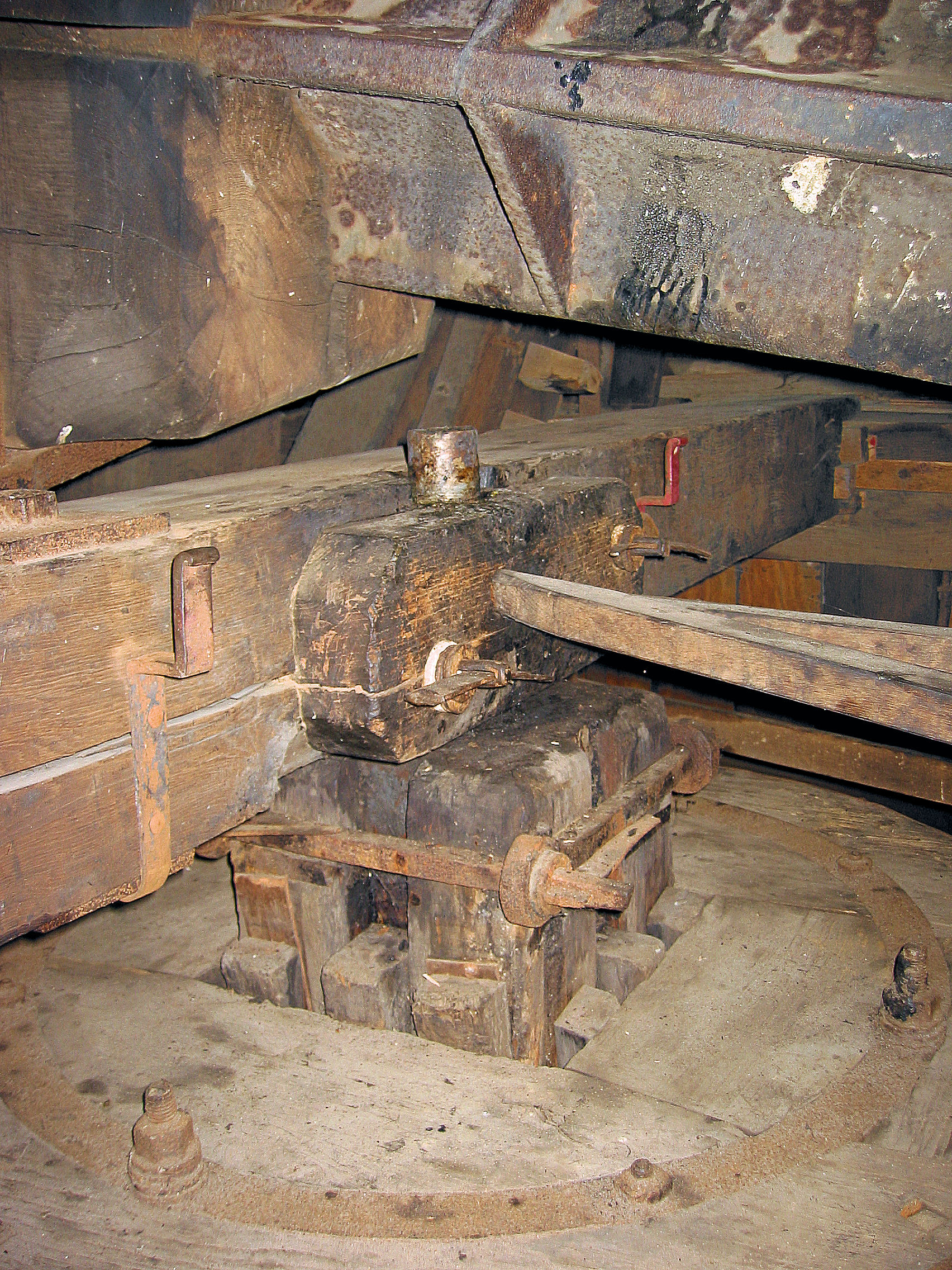
IJzerbalk met busdeur
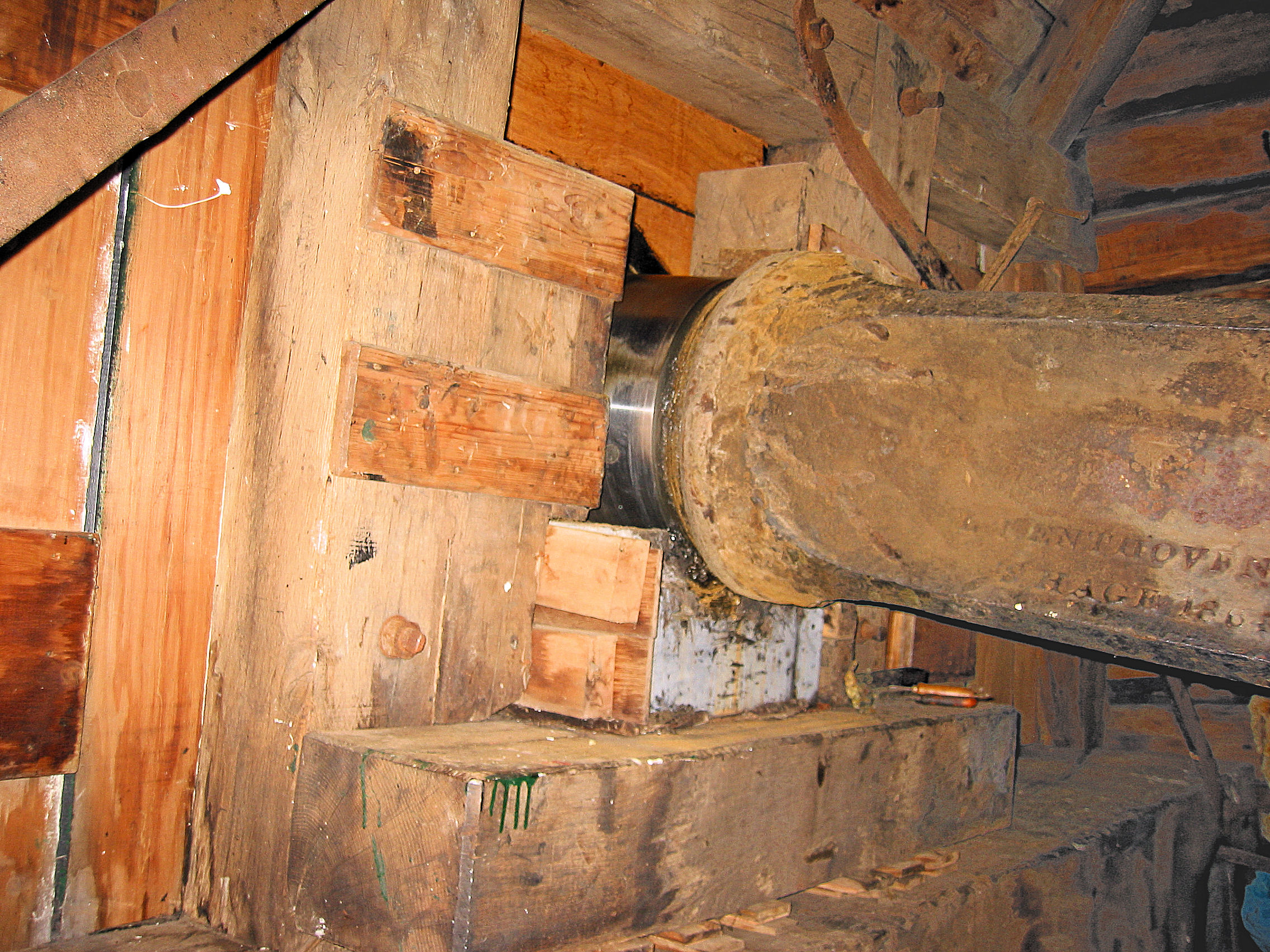
Halslager bovenas
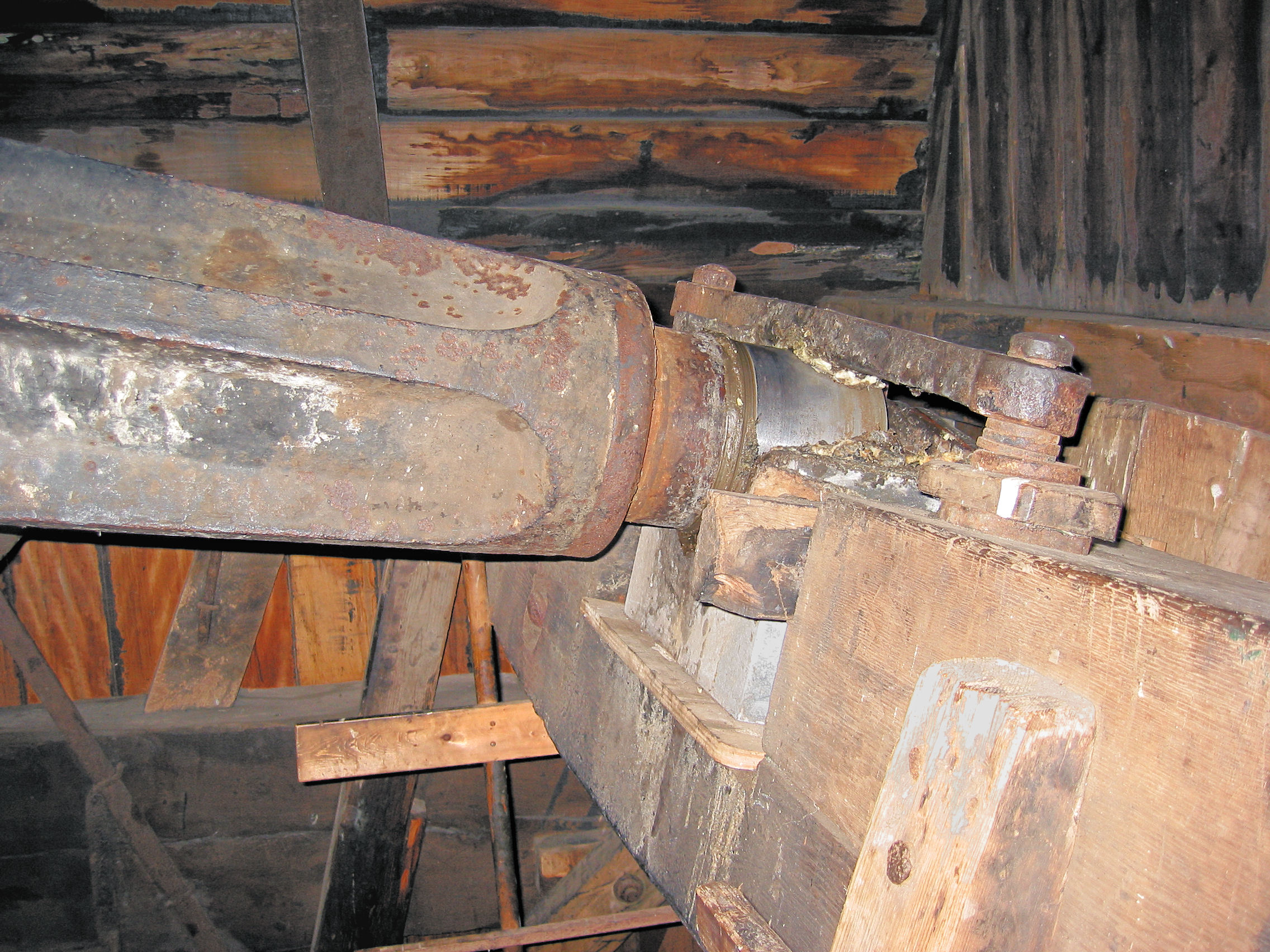
Penlager bovenas
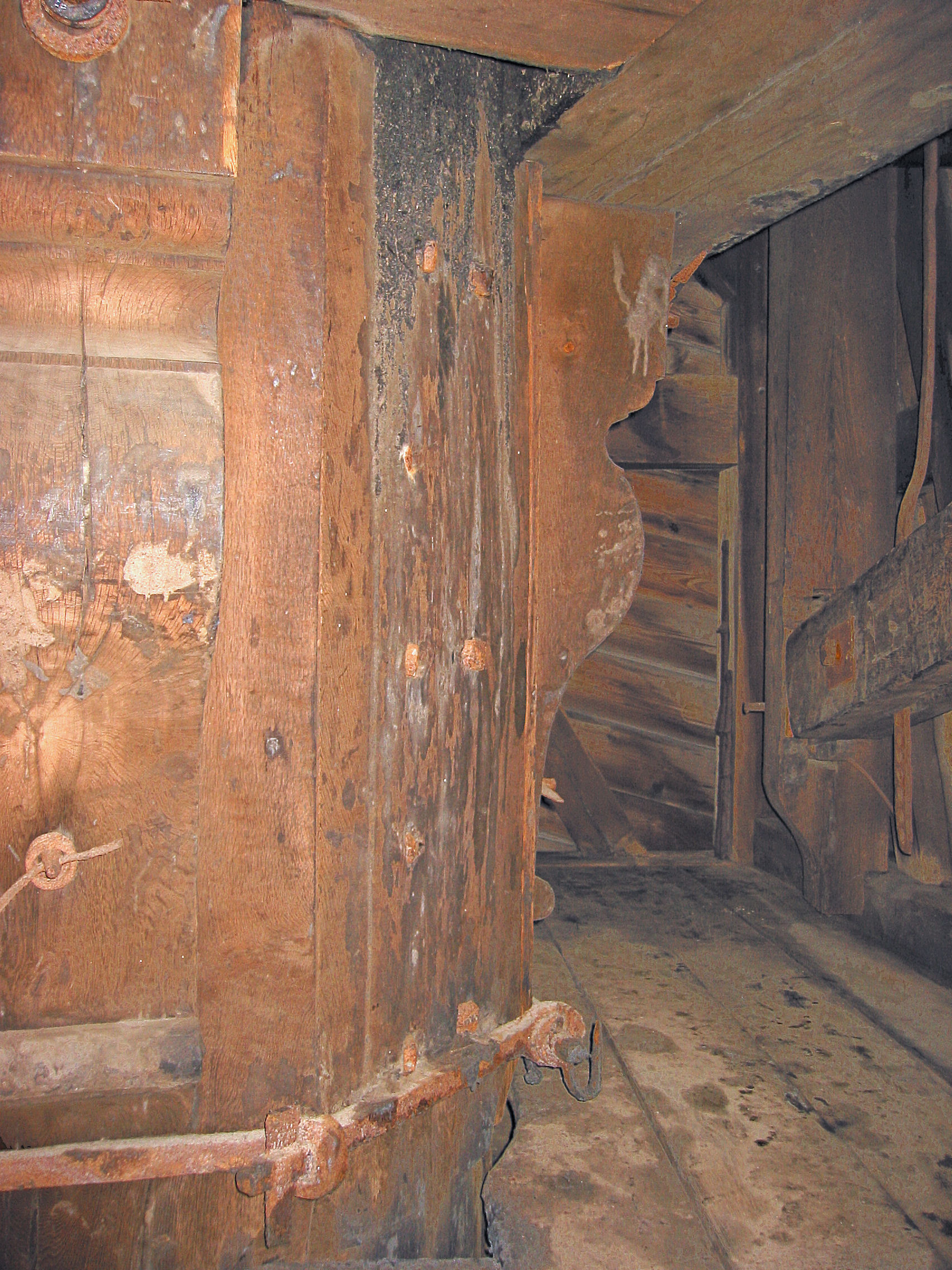
Koker met steenburrie
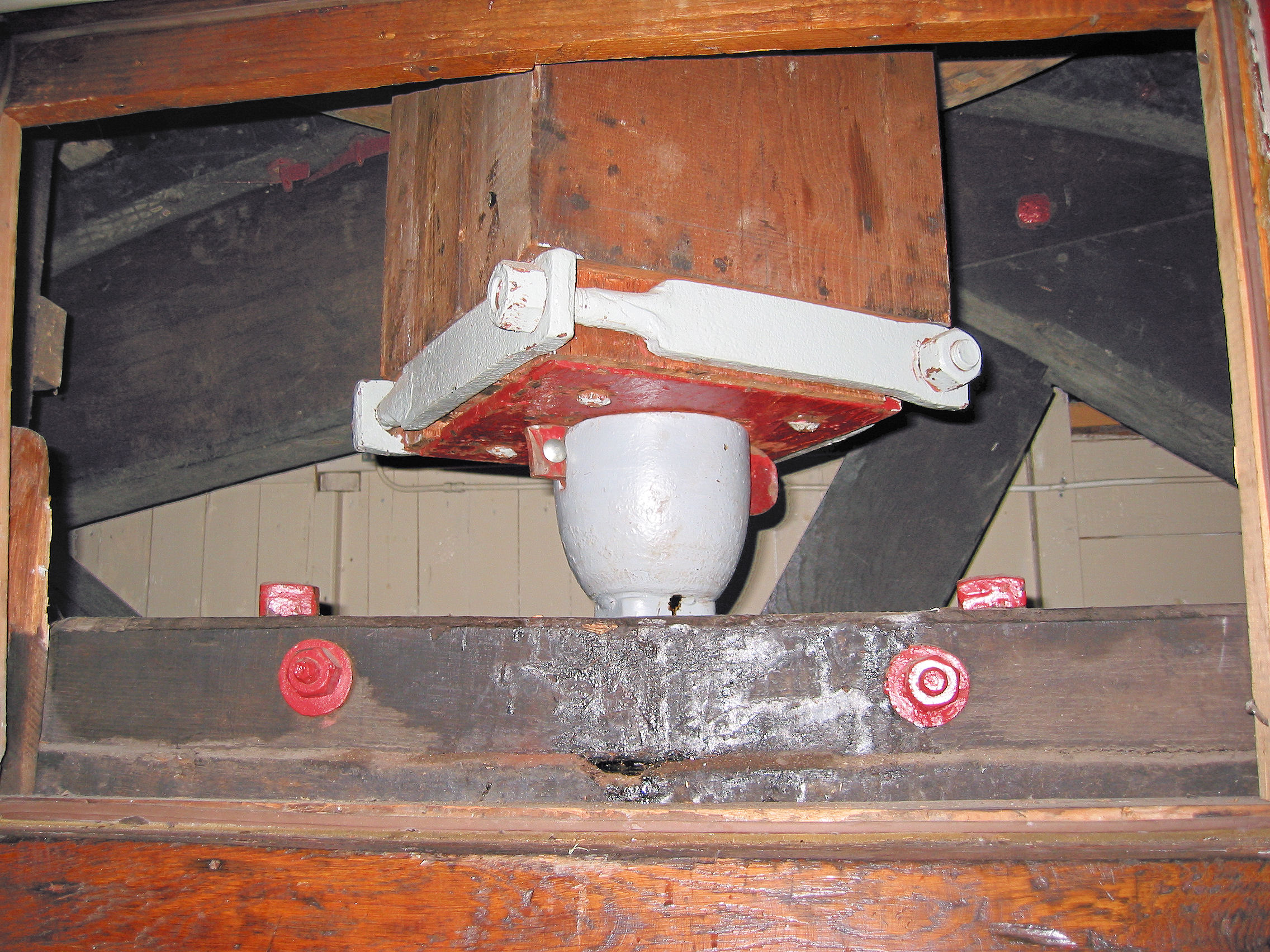
Taats koningsspil
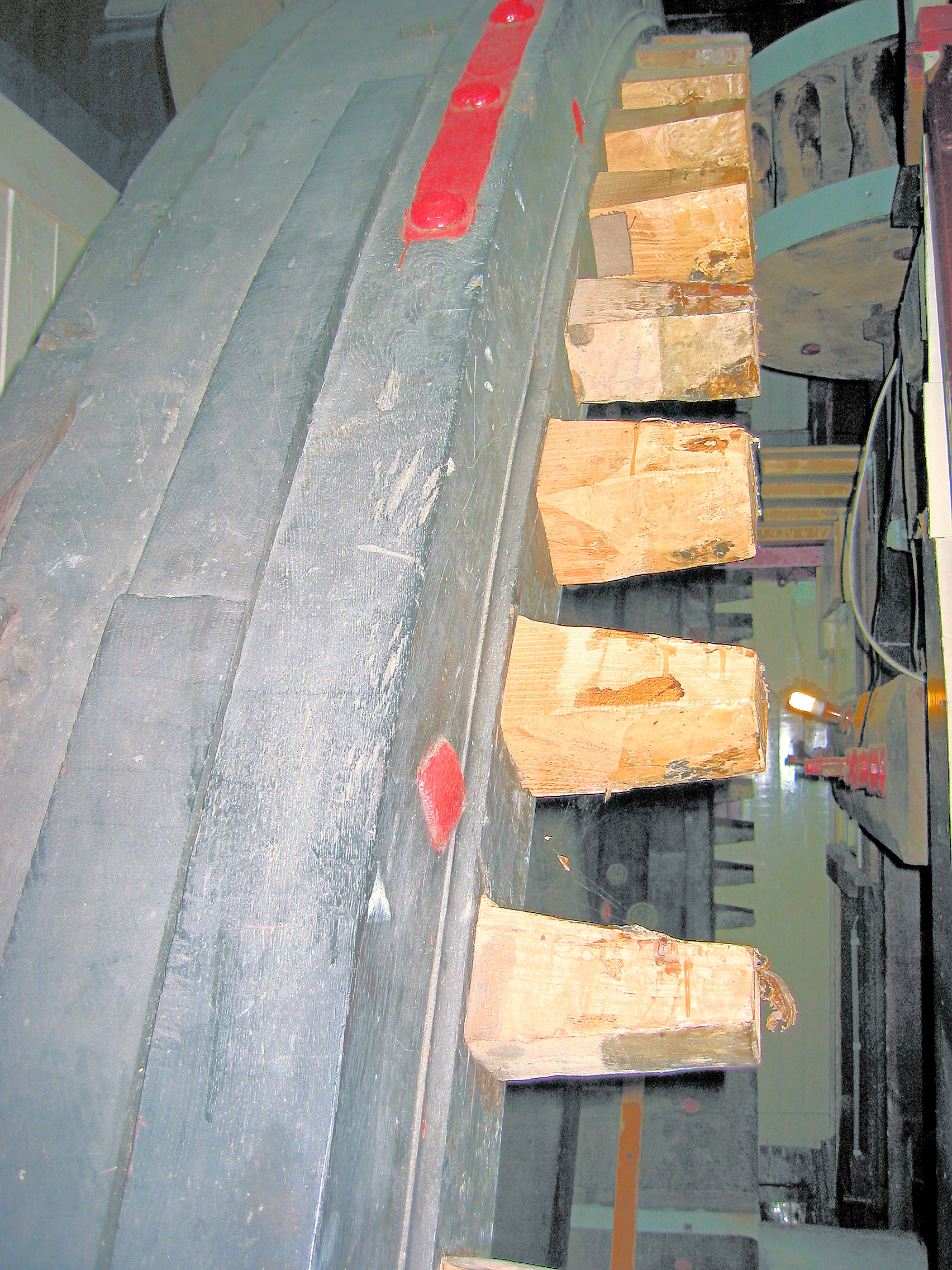
Onderwiel of waterwiel
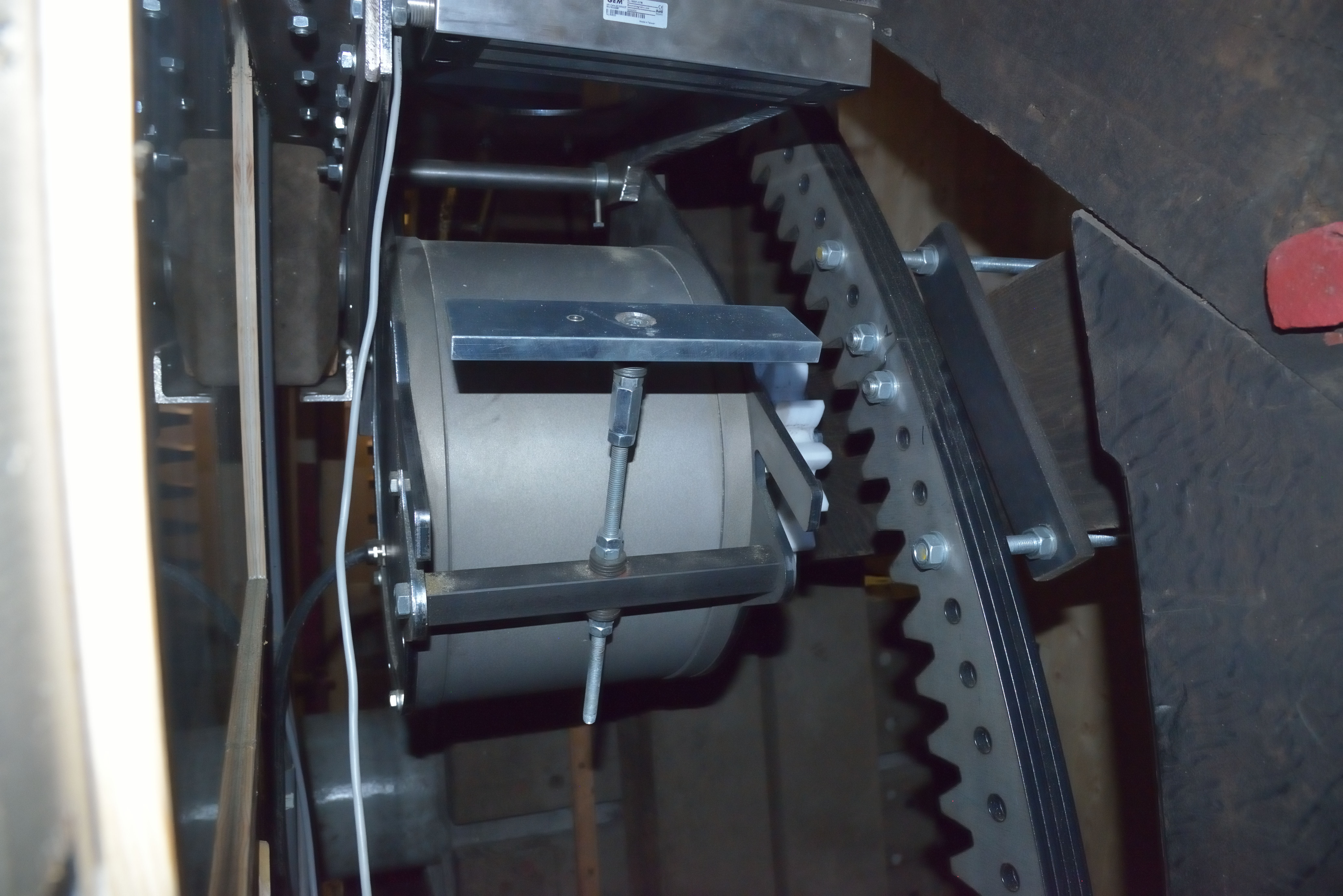
Generator op waterwiel
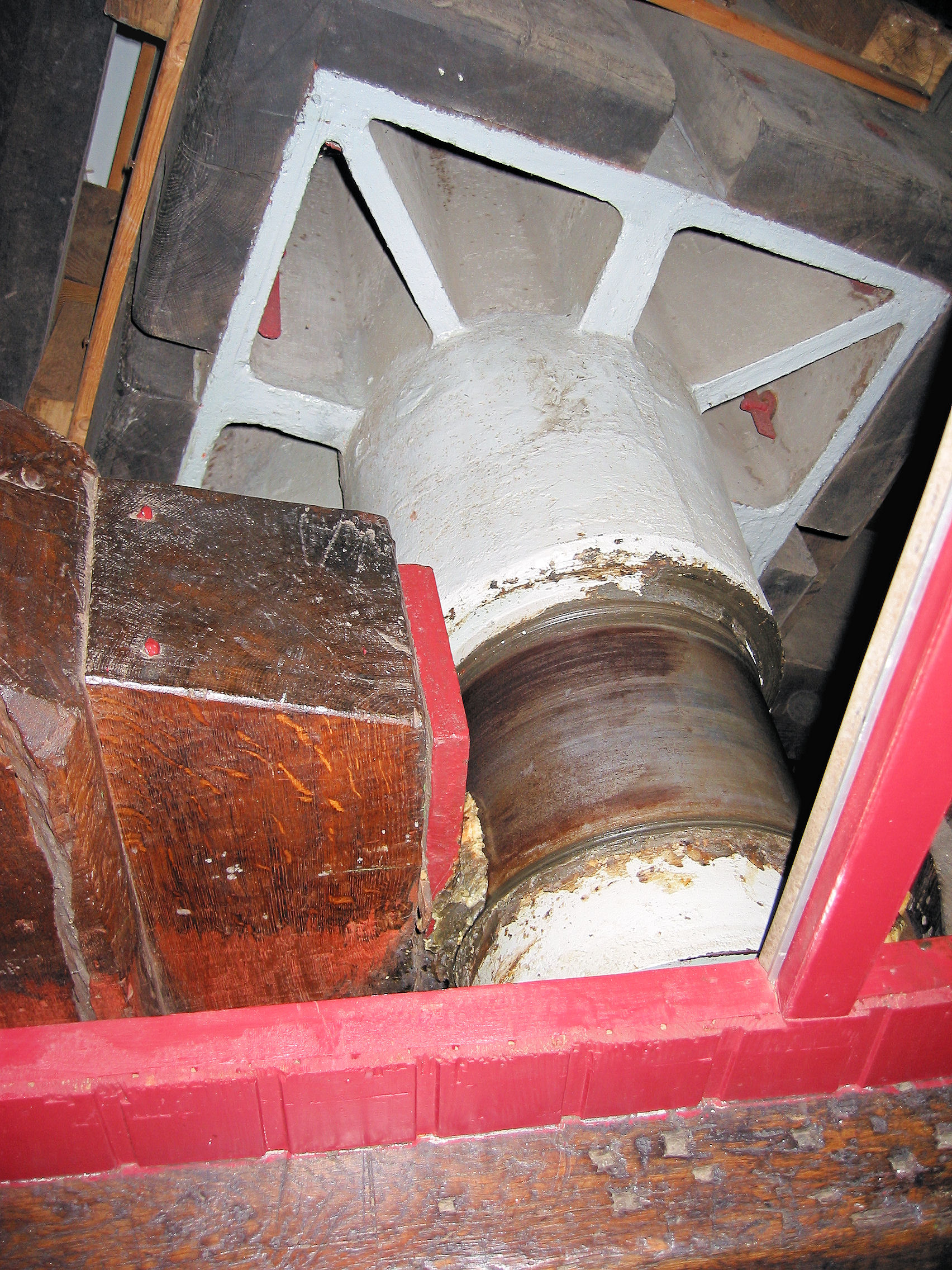
Wateras binnenlager met keerstijl
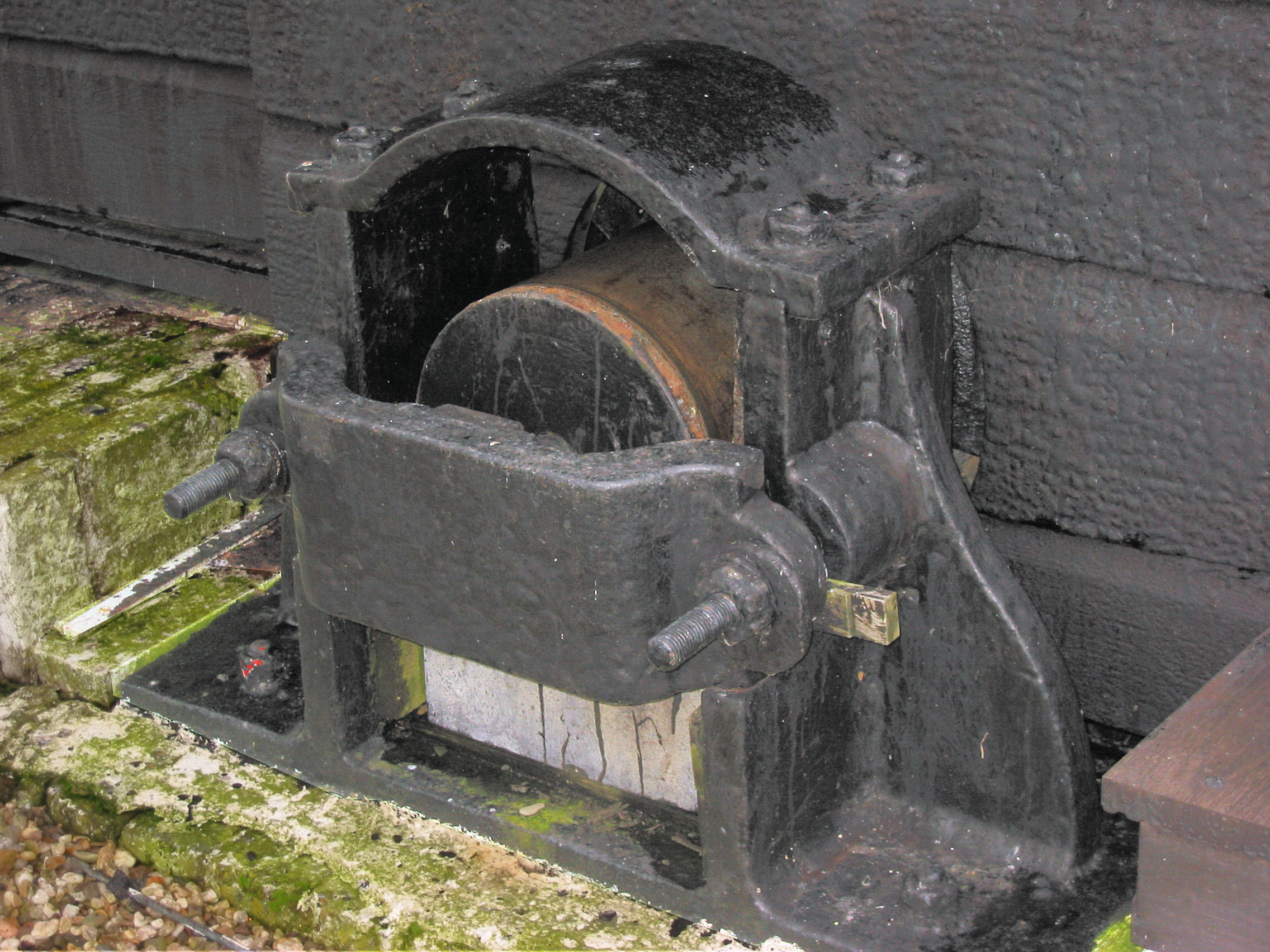
Wateras buitenlagerstoel
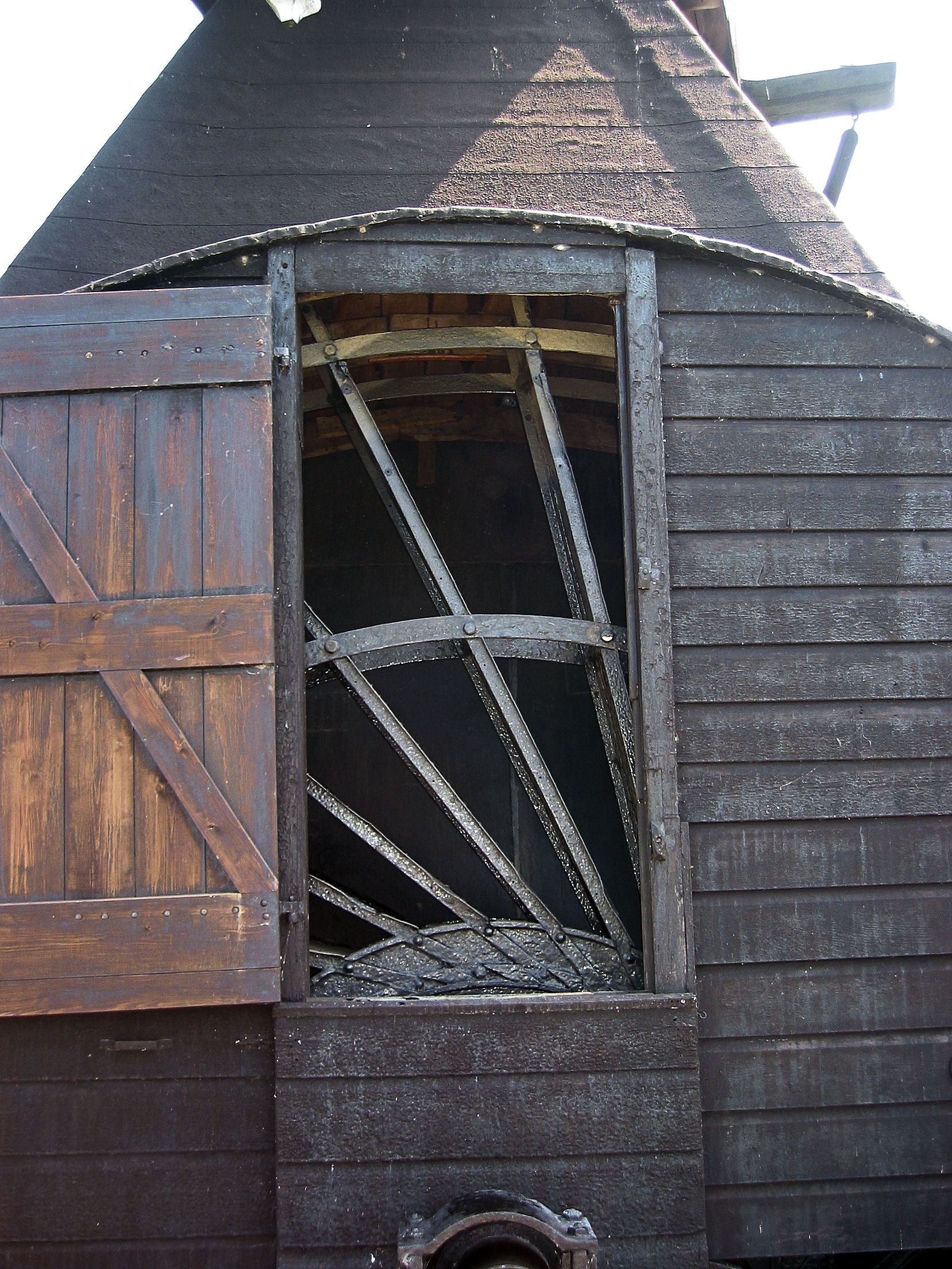
Scheprad
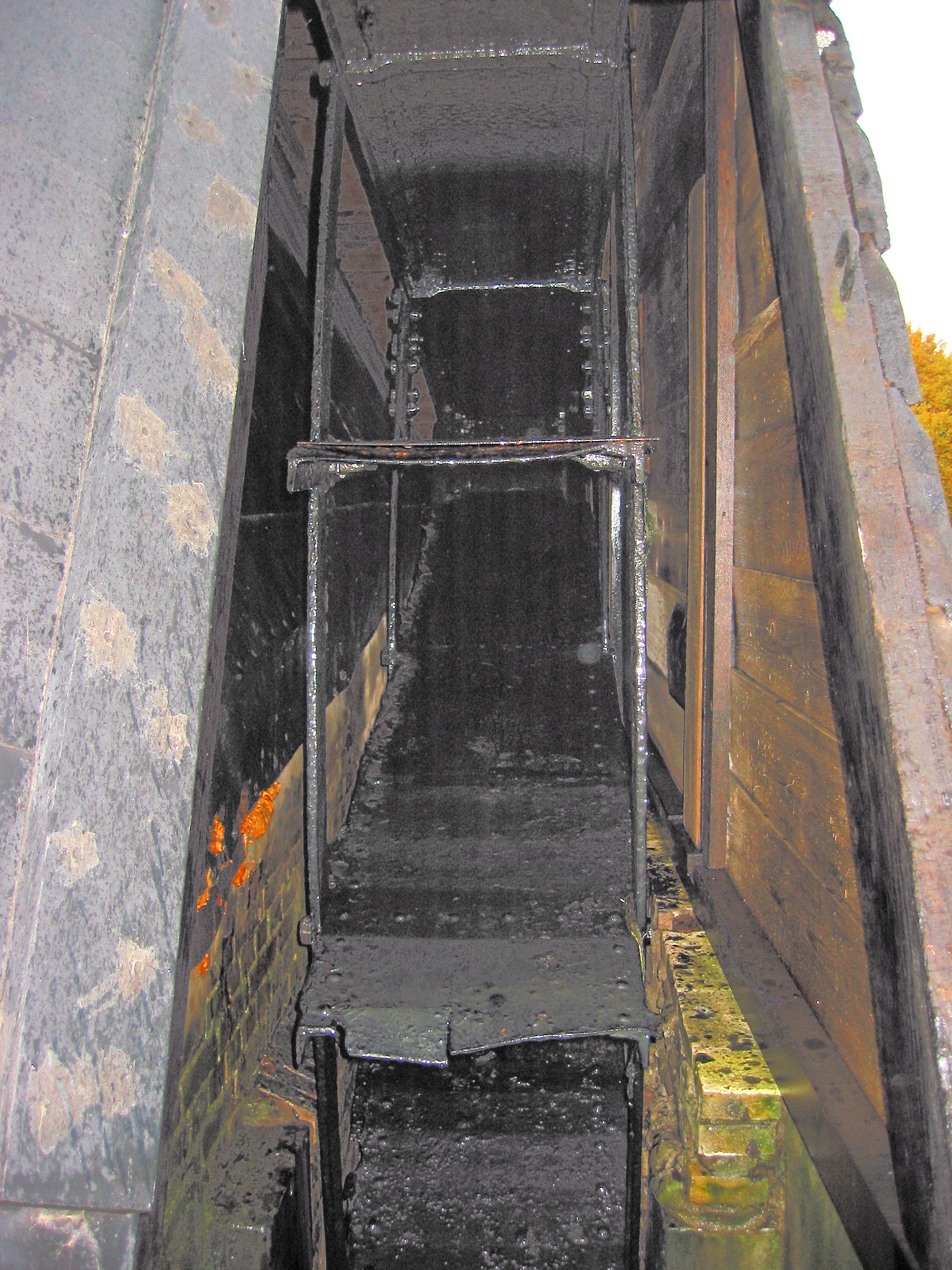
Scheprad
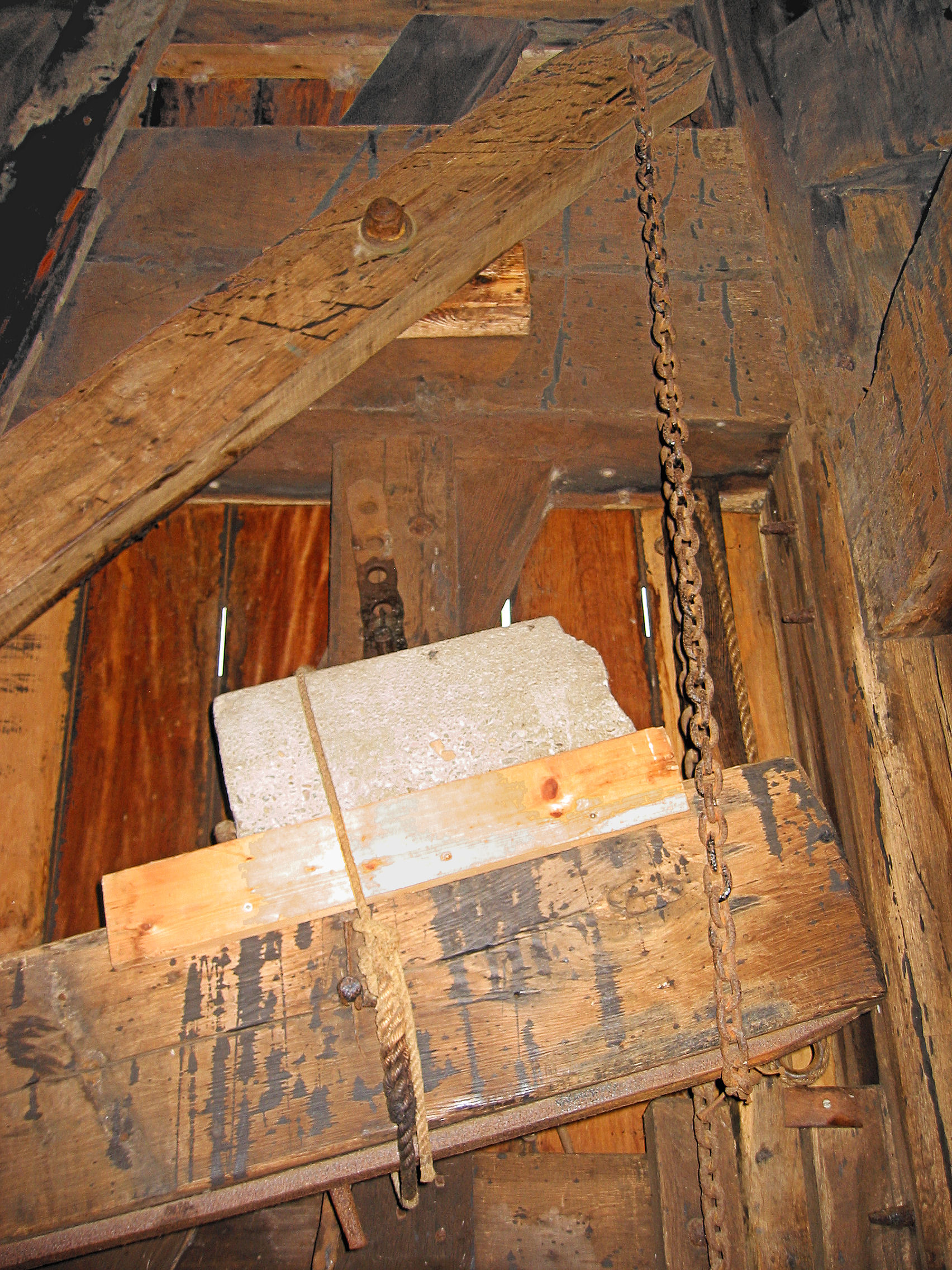
Evenaar met vangbalk
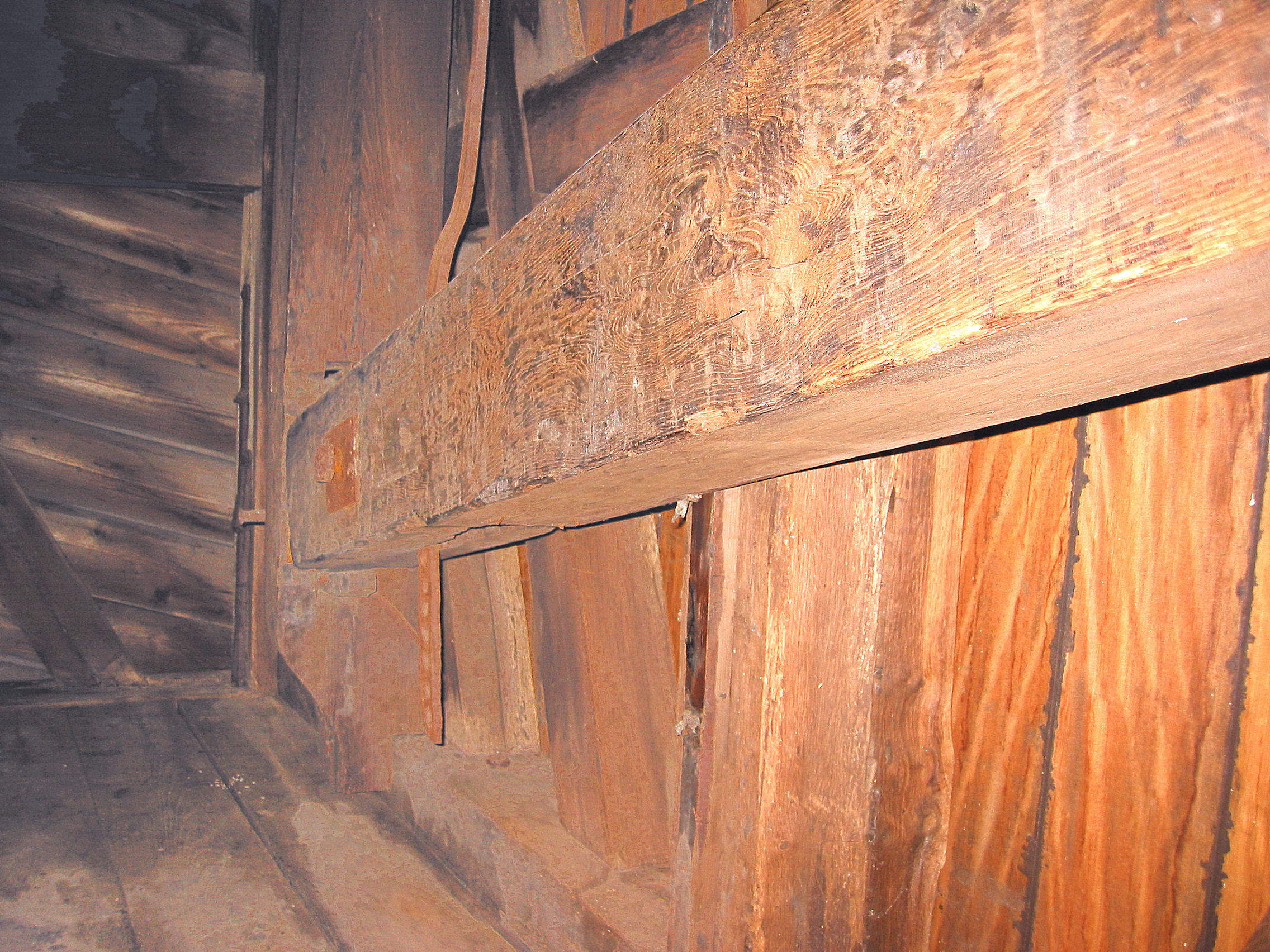
Vangbalk
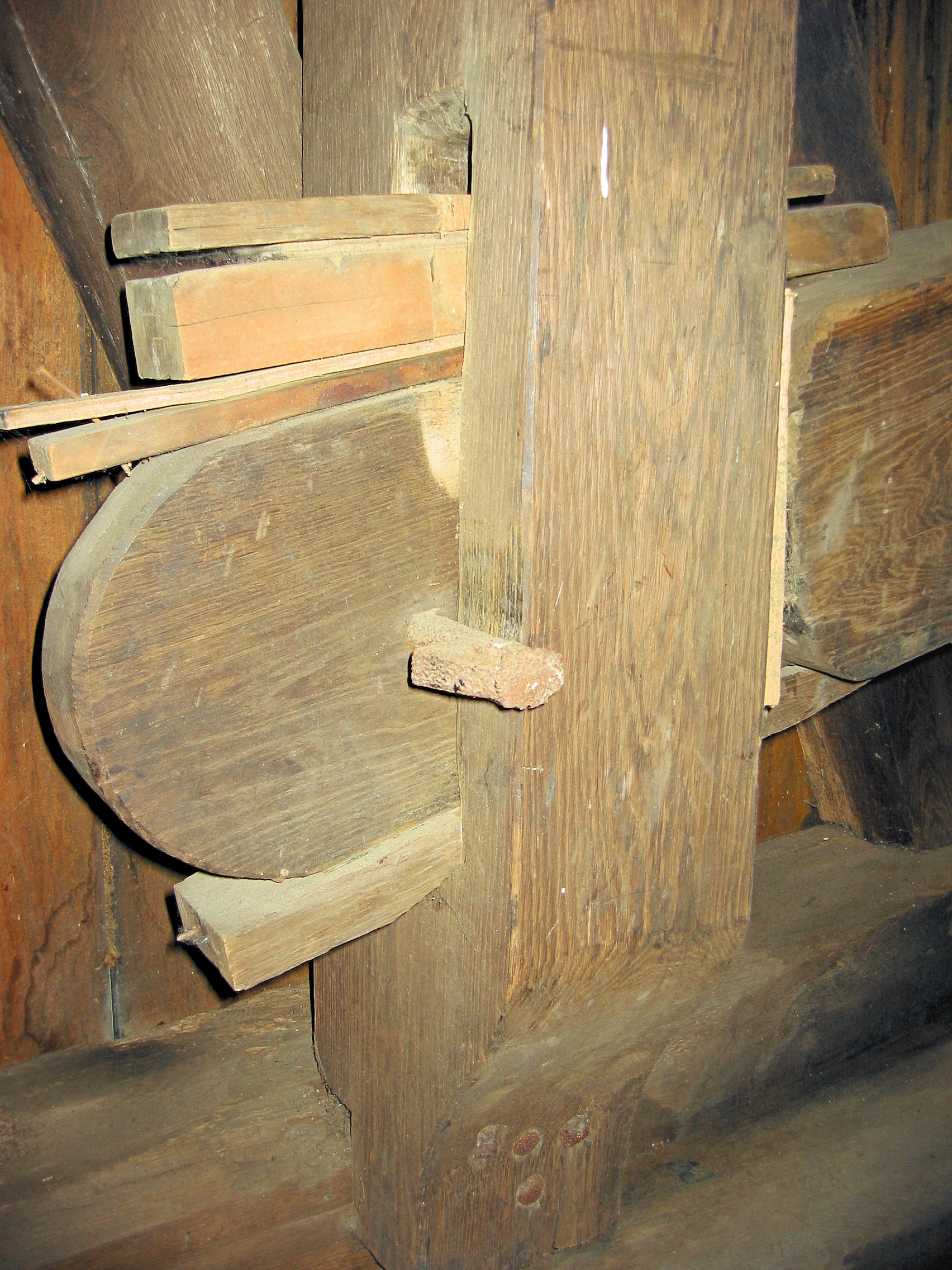
Ezel met vangbalk (speciale constructie)
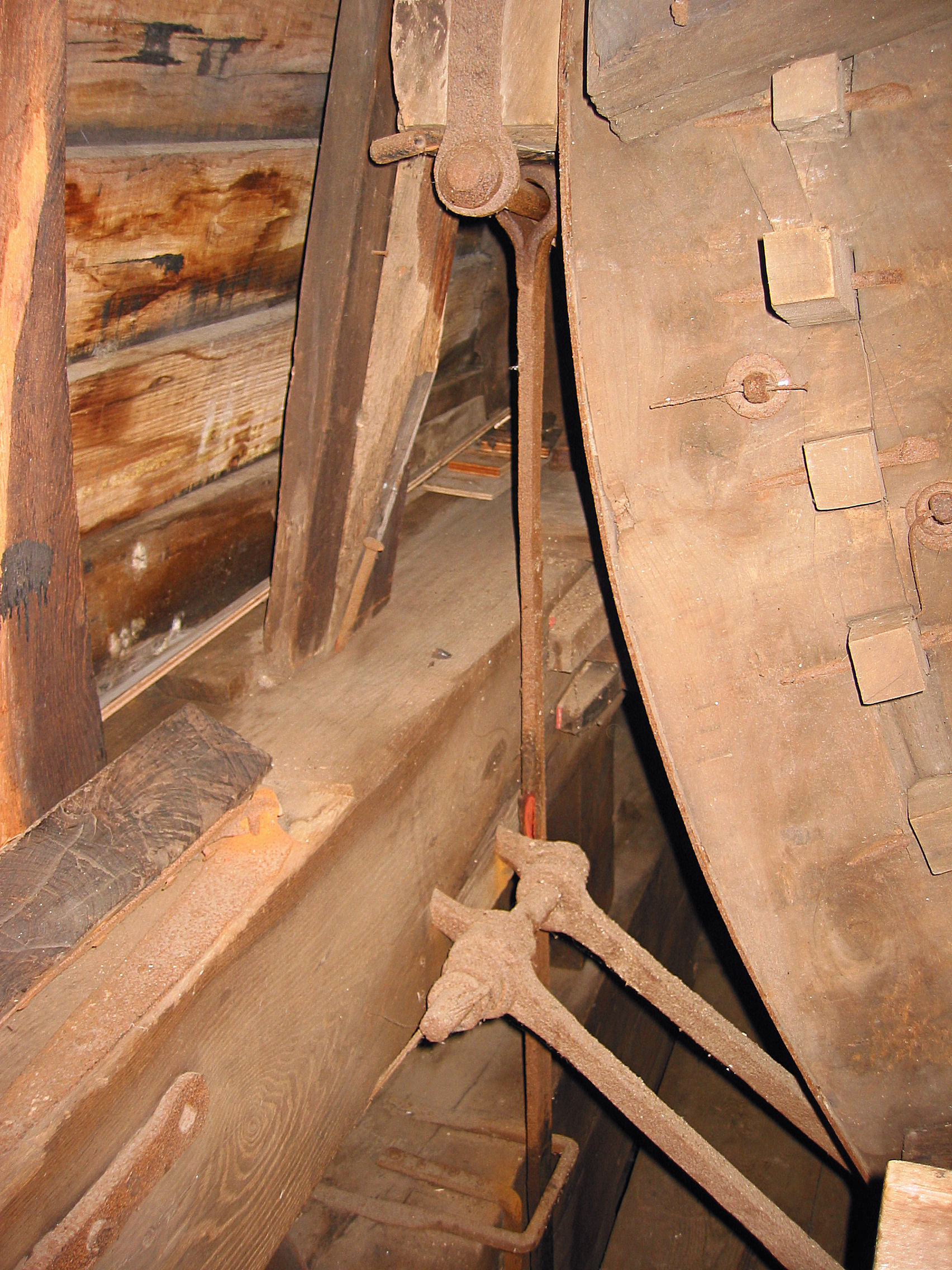
Koebout voor bevestiging vang